# おそ松くん
『おそ松くん』（おそまつくん）は、赤塚不二夫とフジオ・プロによる日本の漫画。『天才バカボン』以前に描かれた作品で、赤塚のギャグ漫画家としての確固たる人気を確立した。

## 概要
本作は、六つ子である松野兄弟やその周囲の人間たちが織りなすドタバタを描いたギャグ漫画である。発想の原点は「1ダースなら安くなる」というアメリカの映画で、初期案では12人だったが、漫画のコマで描ききれる人数ということから6人のキャラクターが描かれた。赤塚のアシスタントを長年務めた北見けんいちによれば、イヤミやデカパンなどのキャラクターデザインは、当時赤塚のチーフアシスタントだった高井研一郎が手掛けていたとのことで、1970年以降のチーフ作画はあだち勉が担当している。赤塚は「うまく脇役が描けない」と高井に依頼し、高井は六つ子以外のほとんどのキャラクターを創案し、イヤミの「シェー！」も初めて描いたとされる。ただし、ネームだけは赤塚が一人で作成している。
もともとは全4回の短期連載の予定だったが、爆発的な人気を受け、掲載先を変えながらも長期連載を果たした経緯を持つ。最初は『週刊少年サンデー』に1962年16号から1967年33号まで連載されていたが、『ボーイズライフ』（1966年4月号から12月号まで）や学年誌にも掲載され、1969年『週刊少年サンデー』21号掲載の「いまにみていろミーだって」まで小学館の各雑誌で作品が発表され続けた。なお、『少年サンデー増刊号』などで掲載されたスペシャル版では、チャーリー・チャップリンなどの映画作品の翻案が多い。のち『週刊少年キング』の1972年5号に『新おそ松くん』として掲載され（「チビ太の金庫破り」リメイク版）、同年13号から1973年53号まで再び『おそ松くん』の題名で連載された。
その後も小学館の学年誌での別冊付録として旧作が掲載されていたほか、テレビアニメ第2作の放送に際し講談社の『コミックボンボン』に1987年11月号から1990年3月号まで、同じく講談社刊行の『テレビマガジン』に1988年2月号から1990年1月号まで、新作が連載された。
また、1987年『話のチャンネル』（日本文芸社）連載の『花ちゃん寝る』第7話には社会人になった六つ子がゲスト出演したほか、1989年4月に発行された『週刊少年サンデー30周年記念増刊号』には『あの有名キャラクターは、いま!?』のタイトルで連載開始当時から27年が過ぎたという設定の4ページの読み切り作品が掲載。1993年に発行された『ビッグコミック 1993年6月25日号』では創刊25周年記念大広告としてサッポロビールの製品『黒ラベル』とのタイアップ広告『大人になったおそ松くん』が7ページのイラストと文章で掲載され、連載当時から25年後のメインキャストたちが登場した。
1998年9月には『イヤミの敬老の日』、1999年1月には『お正月ざんす』が、共同通信社配信により「北日本新聞」（北日本新聞社）や「新潟日報」（新潟日報社）などに掲載。いずれも『おそ松くん』の後日談を描いた作品で、『お正月ざんす』は赤塚の生涯最後の読み切り作品となった（※絵本やイラストなど除く）。
第10回（昭和39年度）小学館漫画賞受賞。同名の連続テレビアニメが1966年と1988年の2度製作・放送され、1985年には実写テレビドラマも製作・放送された。また、2015年には原作者である赤塚の生誕80周年に併せ、大人に成長した六つ子たちが活躍する続編のテレビアニメ『おそ松さん』が製作され、再び大人気を博した。2015年7月時点で単行本の累計発行部数は1000万部を突破している。

## 作品内容
長期にわたり連載された作品であり、かつその間の内容の変更が著しいため便宜上数節に分ける。
初期（週刊少年サンデー連載）
当初は6つ子を主役に据えて日常に対する意外性を持たせながらも、6つ子の腕白ぶりに手を焼く両親、6つ子のクラスメートで憧れの美少女トト子、ずる賢くてへこたれないチビ太が脇を固めた生活感あふれるシチュエーション・コメディだった。このため、六つ子が学校に行く場面やガキ大将と対決する場面もあった。中盤からイヤミ、デカパン、ハタ坊、ダヨーンといったキャラクターが出現し、次第に「主役を食う」状態となる。内容もイヤミとチビ太を中心としたスラップスティック・コメディに変化していった。やがて初期設定は一切無視され、いろんな設定で6つ子とイヤミ、チビ太が絡み合うナンセンスギャグ作品になった。
初期後半（別冊少年サンデー・少年サンデー増刊掲載、小学三年生・小学四年生・ボーイズライフ・小学館ブック連載）
「週刊」での人気が絶頂状態だった1964年、当時は季刊誌だった別冊少年サンデー、そして別冊の月刊化に伴い新たに発刊した季刊誌の少年サンデー増刊に、最低でも20頁、最高で50頁となる長編作を週刊版と並行して掲載。ここでは時代劇・西部劇といった非日常回が中心になり、手塚治虫の採ったスターシステム同様、6つ子・イヤミ・チビ太らキャラクターが一俳優のごとく様々な敵役をこなしていった。その非日常回も、やがて『シェーン』などといった映画や小説の翻訳を行う様になり、これがきっかけで、週刊でも「チビ太の金庫破り」などの翻訳作が登場する。この長編によって、イヤミとチビ太の人気が更に上昇する一方、6つ子の出番が更に減り、またトト子がデカパンやハタ坊と共にセットで出る事が多くなった。
その後1966年にテレビアニメがスタートすると、アニメと連動して後述の「ひらがな」版を含む学習雑誌や、姉妹雑誌・ボーイズライフと小学館ブックにも連載する様になる。しかし毎月新作の連載はひらがな版やボーイズライフ程度で、他誌は新作を不定期に掲載し、他は過去に週刊・別冊・増刊で発表した作品を再掲載となる。
中期（週刊少年サンデー・別冊少年サンデー・少年サンデー増刊掲載）
週刊少年マガジンでの『天才バカボン』の開始が引き金となり、週刊少年サンデーの誌面強化を理由に『おそ松くん』の週刊連載を打ち切られた赤塚は、代償に『おそ松くん』の月に1度の掲載と増ページを認めさせた。ここで発表した作品は初期後半同様、映画の翻案が多く、「イヤミはひとり風の中（『街の灯』の翻案作）」「オメガのジョーを消せ」など映画の翻案のほか、非日常回が増え、日常回が極端に減ったこともこの時期の特徴の一つ。最終話「いまにみていろミーだって」（1969年）ではイヤミとバカボンのパパのコンビが実現している。なお別冊掲載は「イヤミ小隊突撃せよ」（1969年3月号）を以て終了したが、その後も同誌廃刊となる1974年3月号まで、『オバケのQ太郎』（藤子不二雄）などと共に過去週刊で連載した作品を再掲載した。そのため末期は別冊と後述の週刊少年キングの2冊に渡って連載されていた。
また月1長編シリーズは、第一作の「六つ子対大ニッポンギャング」でギャングのボスを演じたのを皮切りに、西部のならず者、冷酷な刑務所所長など、デカパンが悪役を演じるようになった。

後期（週刊少年キング連載）
『天才バカボン』『レッツラゴン』と並行して描かれた作品。イヤミが主役で、それまでは主役も多かったチビ太ですら脇役にとどまるものの、チビ太が主役の「チビ太の金庫破り」のリメイク版が掲載されている。6つ子に至っては全く登場しない話がほとんどである。出ても扉程度で、「ぼくがさっぱりでないのに、おそ松くんなんてひどいよ！」などとイヤミに抗議するシーンがほとんどだった。基本的に女にモテず、金もなくいつも空腹にさいなまれているイヤミを中心に話が展開し、そこに目ン玉つながりのおまわりさん（本官さん）などのキャラクターが絡み、シュールなギャグを展開する。ニャロメ、オカマのカオルちゃん、ウナギイヌ、ノラウマ、竜之進などのゲストキャラクターも多く出演した。また、デカパンがイヤミの敵役となっている話が多い。残虐性の高い描写や荒々しい作画、ワンパターンなストーリーが続くなどから、選集や現在書店で手に入れられる単行本では様々な理由で収録が見送られたり、一部話数が省かれることが多い。
ひらがな版（幼稚園・小学一年生・小学二年生連載）
週刊少年サンデー連載と同時期、1966年から1967年にかけて描かれた幼年・低学年向け作品。タイトルは平仮名表記の『おそまつくん』で、ふきだしの中の台詞も各学年によって漢字・平仮名・カタカナが使い分けられていた。他誌連載と比べカラーページが非常に多く、ギャグ抑えめで、心温まる良い話、ほっこりする話が多いことが特徴である。長年存在を忘れられていたが、半世紀以上の時を経て2021年5月に『ひらがなおそまつくん』（竹書房）のタイトルで初めて単行本化され、広く世に知られるようになった。
最新版（コミックボンボン、テレビマガジン連載）
テレビアニメ第2作制作を機に再執筆されたもの。基本に立ち返り再び6つ子中心の話となり、イヤミとチビ太は脇役に戻る。加えておそ松が最初期のように他の兄弟を出し抜いて単独行動、もしくは敵対することも多くなった。脇役の設定についても、イヤミが通りすがりのエセ紳士でなぜか周囲に振り回されひどい目に遭う男、チビ太が空き地の土管の中に住む孤児、デカパンが発明家でほぼ固定となっている。ボンボン版のみ「あぶニャン」というネコ型ロボットが登場する。テレビマガジン版は低年齢の読者にあわせた単純明快なストーリーが多く、4コマ漫画も制作された。
なお、「中期」と「後期」の間、いわゆる中断期（1969年 - 1970年）は、『もーれつア太郎』や、週刊少年サンデーに移籍した『天才バカボン』にゲスト出演することが多くなる。そして『ア太郎』の長編作である『時のかなたの森の石松』・『風雲もーれつ城』・『まっ黒しっぽを東京でなおせ！』（原題『最後の休日』）では、3作の主要キャラクターが共演するようになる。

### 特別編
花ちゃん寝る　第7話
1987年「話のチャンネル」（日本文芸社）連載の『花ちゃん寝る』第7話には、社会人になった六つ子がゲスト出演。主人公であるスナックのママ「花ちゃん」との営みシーン、童貞喪失シーンも描かれている。赤塚の没後、2015年から放送され大ヒットすることになるTVアニメ『おそ松さん』を彷彿とさせるネタも散見され、当時の制作アシスタント・吉勝太は「六つ子に奥さんがいるという設定で、『おそ松くん』のその後を『花ちゃん寝る』ですでにやっているという。今思えばすごい最先端ですな（笑）」と回想している。30年以上にわたり単行本未収録だったが、2021年7月、『夜の赤塚不二夫』（なりなれ社）に初収録された。
あの有名キャラクターは、いま!?
1989年4月発行の「週刊少年サンデー30周年記念増刊号」に掲載された。今作ではチビ太以外の主要キャラクターたちは全員何らかの理由により、すでに死亡していることになっており、4年後に発表された『大人になったおそ松くん』の設定とは大きく異なっている。また、この作品では、「赤塚不二夫が昭和63年1月1日に重症のアル中にかかりマンガが書けなくなり自殺」と作品発表前の日付で死亡の記述がされており、実際の赤塚の死亡状況とは異なる。オンデマンド版「赤塚不二夫漫画大全集（263）」-『1980年代』（コミックパーク）や文庫版「おそ松くん」（竹書房）第15巻ラスト、『「おそ松くん」とアカツカ怪作劇場』（宝島社）に収録。
イヤミの敬老の日
共同通信社配信で、「北日本新聞」1998年9月12日付ほか全国各紙に掲載された。ヨロヨロに衰えたイヤミが、『おそ松くん』のメンバーと再会し、元気を取り戻していくストーリー。20年以上にわたり単行本未収録だったが、2021年7月、『夜の赤塚不二夫』（なりなれ社）に初収録された。
お正月ざんす
共同通信社配信で、「新潟日報」1999年1月5日付ほか全国各紙に掲載された。『おそ松くん』のメンバーが宝くじに当選し、イヤミを誘ってフランス旅行へ向かうストーリー。本作は『おそ松くん』の最後の作品であり、赤塚不二夫の生涯最後の読み切り作品でもある（※絵本やイラストなど除く）。20年以上にわたり単行本未収録だったが、2021年7月、『夜の赤塚不二夫』（なりなれ社）のラストに初収録された。また本遺作は赤塚の手による下書き原稿や未使用原稿（アイデア・ラフ）も残されており、同書の巻頭解説ページで初公開されている。

## 登場人物
担当声優（「声」と省略）は、アニメ1作、2作、パチスロ、サンスリー版となっている。なお、他作品からの人物は例外。
『おそ松さん』における独自設定・声優は本項ではなくおそ松さん#登場人物を参照。

### レギュラー
※ 週刊少年サンデー版およびアニメ第2作を中心に記載する。他の漫画やアニメと違い、話によっておのおのの役柄が異なるのが特徴である。
6つ子
本作の主人公で、松造と松代の息子。基本設定では10歳（小学校5年生）。身長150cm、体重46kg。
1964年夏発売の『別冊少年サンデー 夏休み号』の特集記事によると、誕生日は5月24日。
性格は個々に差はあるものの、全員イタズラ好きで金や食べ物にがめつい。また全員トト子に憧れている。
容姿・服装は6人とも全く同じで、見分けるのは実質不可能。知らない人間はもちろん友人や両親ですら判別できないこともあり、6つ子がそれを利用してイタズラしたり、逆に個性を出そうと奮闘するのが初期話の主な流れ。服装が同じ理由は、母親の松代曰く「同じものを半ダース単位で買うと安くしてくれるから」。
兄弟の生まれ順（序列）に関して原作・アニメ第1作で言及されたことはなく、アニメ第2作第28話「野生のイヤミに気をつけろ!」で「おそ松が長男」だと明言されているのみであり、赤塚不二夫公式サイトではおそ松が長男、トド松が六男（末っ子）とだけ設定されているが、次男 - 五男までの序列は明確にされていない。また、作中で母親が6つ子を呼ぶ順番は「おそ松、一松、カラ松、チョロ松、トド松、十四松」であり（1巻「あきすびっくり 六つ子がでたよ」参照）、竹書房の文庫版（第1期）の1 - 6巻の表紙にもこの順番で、CGで表現されたバラバラの色の服を着た六つ子が登場する。
容姿について原作「いかした顔になりたいよ」で、町の整形医ベン・ケーチに整形手術で顔を変えようとするエピソードもあるが、美男子になったのは最初に受けたチョロ松だけで、最後に手術を受ける予定で結果的に受けなかったおそ松以外は、ケーチの助手が担当したために失敗して変な顔に変貌してしまった。赤塚不二夫公式サイトの『おそ松くん』のページのトップのFlashアニメでは区別がつくよう全員、口調が異なっていた（例えば返事は「はい」「ヘイ」「ははっ」、トド松は語尾に「ござる」を付けるなど）。現在はリニューアルされたので確認することはできない。
竹書房12巻収録（電子書籍版では11巻収録）の「三十年後のおそ松くん」では、頭髪量などに個人差が発生していた。おそ松以外（特にチョロ松）は髪の毛のことを気にしている。
また、アニメ第2作では40年後で設定されており、チョロ松だけが変わり果てており、原作同様、頭のことを言われると怒る。未だ全員が両親と住んでいる。
1993年発表の『大人になったおそ松くん』では25年後の六つ子の職業が具体的に描かれている。
各人の性格、嗜好には上記の通り差があり、6人同時に行動することは少ない。おそ松およびチョロ松は多くの場合ともに行動しており、トラブルメーカーとなる。この2人と他の4人、もしくはおそ松と他の5人の間の対立関係の存在をうかがわせる描写も多い。
コミックボンボン版では必ず1人は転んで登場する。
姓は「松野」であるが、初期作品「みぎやひだりのだんなさま」では「山野」姓になっていた。
原作およびアニメ第2作では中盤頃からエピソードの中心はイヤミ・チビ太になり、六つ子は脇役的な扱いに変化している。サンデー版最終話「いまにみていろミーだって」では、イヤミとバカボンパパが訪れた客としての登場のみ。
ひらがな期では、6人全員で登場するのは『小学二年生』のみで、『幼稚園』と『小学一年生』ではおそ松しか登場しない。
スピンオフ作品『おそ松さん』では六つ子が20代の成人という設定に加え、イメージカラーの設定や声優を別々に起用するなどで差別化が図られるようになった。
以下に記載する「一番◯◯」などの個性はあくまで設定上のもので、実際の漫画では6人の性格が明確に区別されていることは少なく、話によって役割が変化することも多い。
松野 おそ松（まつの おそまつ）
声 - 加藤みどり / 井上瑤 / 日下ちひろ（大一版CR、パチスロ） / 庄子裕衣（サンスリー版CR）
6つ子のリーダーで長男、食いしん坊。
がめつい六つ子の中でも特にがめつくてセコい。初期および最新版では他の兄弟を出し抜いて一人で行動することも多く、要領の良さがうかがえるが失敗をやらかして他の兄弟からの信用を失う話も多々ある。血液型はA型でピーマンが嫌い。
「三十年後のおそ松くん」では、髪型は変わらないが、鼻からヒゲが生えている。
『大人になったおそ松くん』では、平社員で独身。一人で両親の面倒を見てきたため、六つ子の中で一人だけ額が広くなっており、バーコード頭になっている。また、タバコを吸うようになっている。
名前の由来は「お粗末」から。
松野 カラ松（まつの カラまつ）
声 - 山本圭子、白石冬美〈代役〉 / 真柴摩利（第2作、パチスロ） / 庄子裕衣（サンスリー版CR）
カラっとさっぱりしているが飽きっぽいのが難点。カラ元気だけは人一倍の元気者。
「三十年後のおそ松くん」では、バーコードのような禿頭である。
『大人になったおそ松くん』では、八百屋へ婿養子に行き、女房の尻に敷かれている。
名前の由来は唐松から。
松野 チョロ松（まつの チョロまつ）
声 - 山本圭子 / 松本梨香 / 庄子裕衣（サンスリー版CR）
名前の通りチョロチョロしてすばしっこい。一番の要領の良さを誇り、判断も逃げ足も早い。おそ松とペアを組むことが多い。
「三十年後のおそ松くん」では禿頭である。
『大人になったおそ松くん』では、警察官になっている。倒れた松造を病院に運ぶおそ松の車を検問に引っ掛けたため、松造の容態が悪化してしまった。
名前の由来は、江戸時代チョロチョロする（チョロい＝トロいとの説も）子供によく使われた愛称「チョロ松」や、大衆演劇・喜劇で丁稚の役名によく使われる「ちょろ松」から。
松野 一松（まつの いちまつ）
声 - 北浜晴子 / 横尾まり / 庄子裕衣（サンスリー版CR）
6つ子の中では一番まじめで意志も強く、とびきり粋な男の子。
「三十年後のおそ松くん」では、七三分けになり、眼鏡をかけている。
『大人になったおそ松くん』では、社長令嬢と逆タマ結婚し、二代目社長に就任している。
名前の由来は「市松模様」からで、「市松」と間違えられる話がある。
松野 十四松（まつの じゅうしまつ）
声 - 東美枝 / 松井菜桜子
6つ子の中で一番口うるさくおしゃべりで、歌もうまい。「自分が一番影が薄い」と悩むエピソードもある。
「三十年後のおそ松くん」では、髪型がボサボサになり、無精髭を生やしている。
『大人になったおそ松くん』では、医者になっている。だが、容態の悪化した松造は救えなかった。
名前は鳥の「十姉妹」から。
松野 トド松（まつの トドまつ）
声 - 北浜晴子 / 林原めぐみ / 庄子裕衣（サンスリー版CR）
末弟。のんびり屋で、風呂が大嫌い。末っ子ながらとどのつまりの甘えん坊。
「三十年後のおそ松くん」では、ややイガグリ頭っぽくなった。
『大人になったおそ松くん』では、魚屋を営んでいる。店で売っていた魚の骨が松造のノドに刺さり、松造が倒れる。
名前の由来は椴松から。
イヤミ（井矢見）
声 - 小林恭治 / 肝付兼太
名前の通り、嫌味な男。初期の話では「井矢見」と漢字表記されていることが多い。30歳（カラーアニメ版では36歳である）。
痩せ型で3枚の出っ歯と口髭、顎まで伸ばした長髪を内巻きにした独特の髪型。驚いた時は毛先が広がる。連載後期では髪のボリュームが増え毛先が外向きになる。一人称は「ミー」、二人称は「チミ」「ユー」。語尾に「〜ザンス」をつけて話す。他のキャラクターと同じく話によって設定が若干変わることも多いが、重度のフランスかぶれでフランスを「おフランス」と呼び、何かにつけて「おフランスでは〜ざんす」と語りフランスを持ち上げて周りに嫌味を言ったり馬鹿にしたりする言動は共通している。インチキ・いい加減な商売でも「おフランス帰り」を自称し、扱う技術や商品もおフランス由来を語るが、明確に偽物と判明したり、あからさまに嘘臭いことがほとんど。あらゆるイタズラや嫌味な言動・悪事を行った末に、しっぺ返しを食らうオチとなることが多い。
手足を曲げながら「シェー」（あまりにも悲惨な状況になった場合は「ジェー」「ショエー」となることもある）と叫ぶギャグは国民的な流行語となった。
原作初登場話では医師の役で名前はなかった。その後、六つ子の父親松造の同僚「井矢見」として再登場、レギュラーキャラクターとなった。
職業や役割は様々。おそ松たちの学校の教師や父親の会社の同僚、時に上役、あらゆるインチキ商売、乞食、こそ泥といった役どころで登場。『チビ太の金庫破り』ではチビ太を執拗に追跡する刑事として出演している。基本的に独身だが、サンデー版の初期では2回妻が登場する（「パパのボーナスどこへいった？」「おつむの中身がいれかわる」）。外見上は別人。娘が登場するエピソードもある。またチビ太の「オジ（親戚）」として同居しているパターンもいくつがあった。実質主役となったキング版では、モテない独身男という設定になり、より不条理な目にあわされることが多くなった。善人や弱者として登場することもあるが、その場合はいつにもまして報われない結末を迎えることが多い。
おそ松そっくりのロボットを作って暴れさせる、医師役で登場した話で、デカパンの病院に患者を取られたのを逆恨みしてデカパンに化ける薬を使い、デカパンを悪人に仕立て上げる、おでんを盗み食いしてチビ太のせいにするなど悪事の内容は様々。
一方、捨て子をひろったチビ太にこっそりミルクや布団を差し入れしたり、大金を拾ったあと新聞配達でお金を貯めているハタ坊にステレオを買ってやったりと心優しい一面もある。
フランス帰りと称するが、サンデー版では教師役として出演した回で、フランス旅行帰りの生徒にフランスのことを習ったり、少年キング版では「ミーはおフランスなんかにいちどもいったことがないざんす」と言ったりと実際には渡仏経験はないと思われるエピソードがいくつかある。またフランス料理の食材エスカルゴを殻ごと食べてしまったり、デカパンが発明した小型台風を飲み込み、自ら大型台風となって念願のフランスに飛びパリのエッフェル塔に激突したことがある。1泊2日しか滞仏経験がないと露見する回もある。
赤塚不二夫はコメディアンのトニー谷をさして「あれ、俺の漫画のイヤミのモデルだもんねぇ。あれは、いただきザンス」と発言しており、漫画本編でもイヤミが拍子木を持って「あなたのお名前なんてえの」（アベック歌合戦）と真似したことがある。しかしトニー谷の顔はイヤミとはまったく似ていないため、作者の駆け出し時代の担当編集者、週刊少年サンデーの樺島記者がモデルという説もある。また、イヤミの行動面については当時の洋行帰りのマスコミ人の嫌味な言動を大袈裟に描いたものである。
また赤塚自身が「イヤミをさんまちゃんでやりたい」とイヤミ役に明石家さんまを指名したようなコメントの記事が載ったことがあった（1985年の『月曜ドラマランド』のドラマ版なのか1988年にスタートしたアニメ第2作の声優なのかは不明。当時さんまはフジテレビ『オレたちひょうきん族』でのコントでイヤミ役を演じていた）が、その際「会社（吉本興業）が断っている。ギャラも折り合わなかった」と後日さんま自身が明かしている。
アニメ第2作第1回はセールスマンという設定だったが、悪徳医師から松造の上司など、原作同様様々な役割を担う。前半の作画は原作とほぼ同じだったが、後半では大幅に変わっていた（細くて長い手足→太くて短い手足、長髪→無造作な髪型、口の端まである長いヒゲ→短いヒゲ。第85話は総集編のため、スタイルの変化を比較できる）。40年後ではデカパン製薬会社の用務員兼宿直員になっていて、3回以上シェーをすると体にこたえるらしい。
1970年ビッグコミック掲載の読切『ミスターイヤミ』ではイヤミが行きつけのバーで女性と出会い同棲を始める。読者の年齢層が高いため間接的ではあるが大人向けの表現が見受けられる。
『大人になったおそ松くん』ではアメリカでバーテンダーの修業をした後、日本のバーで働いている。店の常連客のおそ松と憎まれ口を叩き合っている。25年経ち白髪まじりになったが出っ歯（ただし入れ歯）とホラ吹きぶりは相変わらずで独身。バーテンの修業をしたと言っているが、おそ松からカクテルを作るように言われた時に動揺して拒否しているため真偽は不明となっている。
チビ太
声 - 田上和枝→水垣洋子→沢田和子 / 田中真弓（第2作・CR・チビ太のおでんCM、パチスロ）
六つ子たちのライバル。名前の通り身長は低いが、年齢は基本的に六つ子たちと同じで、上であることも少なくない。1本だけ毛を残し、2段になった禿頭（後に「すごい石頭」という設定ができる）に丸い大きな目（ただし黒目は小さい）が特徴。左右の頬の3本の線は鼻水が乾いて固まった跡。イヤミと同じく様々な役柄で登場するが、どの役柄でも基本的におでんが大好物。生意気な性格で、「ケケッ」という、人を馬鹿にした笑い方をする。一人称は「僕」だが、アニメ第2作では「オイラ」も使用した。六つ子たちにこっぴどくいじめられても決してへこむことなく逆にいじめる側に回ることもあるため、大変しぶとい。動物や花をかわいがったり、惚れた子に一途に尽くすなど、純粋な面もある。親は設定されておらず、単独での登場。ネコやカエルなどと同居していることが多い。登場する回の半分以上がイヤミとワンセットでの登場であるが、原則として子供であるのでイヤミほど役割の自由度は持たない。ただし、子供の風貌のままヤクザの親分、ムショ帰り、雑誌編集者（「まんが家はきびしいなあ）、大学生など大人の役どころを演じているエピソードもいくつか存在する。また、悪徳医師イヤミの助手や乞食イヤミの子分になっていたり、逆にイヤミの敵役に回ることもある。
初登場は連載2回目「あたまをまるめて家出をしよう」でおそ松と仲の悪いガキ大将の弟役だった。当初は「チビ」と呼ばれるだけで一方的にいじめられるばかりだったが、次第に六つ子をからかったり騙したりとずる賢い性格を与えられるようになり名前も「チビ太」となった。eBookJapan版第4巻「六つ子なんかにまけないぞ」の欄外コラムにはチビ太の変遷が描かれている。
チビ太に背丈も含めそっくりなおじさん（声 - 第1作は不明、第2作は田の中勇）が科学者として登場したこともあり、チビ太同様背が低く「長身になる薬」を発明しようとしたが、間違って「小さくなる薬」を発明したため、チビ太がこの薬を使って六つ子に仕返ししたことがあった。
金庫に閉じ込められたおそ松とチョロ松を救出する「チビ太の金庫破り」（オー・ヘンリーの小説『よみがえった改心』の翻案）は、作者もお気に入りで、ファンの人気も高く『週刊少年キング』連載時にリバイバル版が制作された。リバイバル版では閉じ込められるのはトト子に変更されている。
「30年後のおそ松くん」ではデカパン製薬の部長となるが、六つ子が開発した若返り薬を受付のイヤミと結託して飲もうとするも、六つ子がすり替えた年取り薬を飲んでしまってイヤミ共々高齢となり、その罰で双方とも給仕に降格となってしまった。
25年後を描いた『大人になったおそ松くん』では係長になっている。身長150cm、頭髪量が増える。最終学歴は私大中退。新聞配達に始まり皿洗い・パチンコ屋の店員・牛丼屋のバイト・トラック運転手・AV男優・露天商の使い走り・ビルの窓ふき・ガードマン・漫画家のアシスタントと様々な職業を経て現在の会社に就職。かつておでんを握っていた手が寂しいので若いOLの尻をさわろうとする。
松野 松造（まつの まつぞう）
声 - 八奈見乗児→小林恭治→鈴木泰明 / 水鳥鉄夫 / 茶風林（サンスリー版CR）
六つ子たちの父親。名前は原作中にはほとんど出ず、「おフランス風のエチケット」でフランス支店へ赴任するため船で出航する際、社長を初めとする群衆の中に「松野松造」と書かれた幟があるのが唯一。漫画では当初、「三松屋」という商店を経営していた。前述の「『別冊少年サンデー』の特集記事によると、六つ子が生まれた時には酒屋を経営していたが、生活のために店を売ったという。しかし連載当初には近所の人に「三松屋さん」と呼ばれる場面がある。その後はサラリーマン、平社員という設定。よくボーナスを落とす（ただし1回は休日にゆっくり休むための狂言であった）。また、六つ子の代わりに誘拐されたチビ太の身代金に払ったこともある。竹書房の第5巻ではイヤミより先に「シェー！」のポーズを取っている。ただしこの時のセリフは「いやーん！」だった。物語の中では妻子に対する不満が多く、家族にないがしろにされて家を飛び出したことや、ヤクザのチビ太に頼ったこともあり、またこの回では結婚記念日が「12月8日」であることが判明している。中日ドラゴンズのファン。
また、アニメ第2作第69話の『魔法を使って若がえるザンス』で若返った松造は松吉と名乗り勉強し直すもうまくいかず、六つ子からも生意気だと言われる。
原作では一貫して六つ子の父親役を演じているが、アニメ第2作では六つ子とは血縁関係のない役を演じていることもある。たとえば、第59話「ハタ坊は正義の味方だジョー」で、松野夫妻は選挙でダヨーンの応援者として登場したのに対し、六つ子はダヨーンの対抗馬役であるイヤミのボディーガード役として登場した。
『大人になったおそ松くん』では25年後が描かれた。トド松の店で買った魚の骨をノドに詰まらせて倒れ、おそ松の車で十四松の病院に運ばれるが、チョロ松の検問に車が引っかかり容態が悪化し、死亡する。
松野 松代（まつの まつよ）
声 - 麻生みつ子→近藤高子 / 横尾まり（第2作・サンスリー版CR）
松造の妻、六つ子の母。松造と同じく名前は原作中にはほとんど出ず、「まいったまいったクラス会」で六つ子と共にクラス会に行った際、旧友から「松代さん」と言われたのが唯一。専業主婦だが、息子が6人もいるせいで毎日とても忙しい。必然的に働き者だが、やや見栄張りでチャッカリ屋、なおかつヒステリックなところがある。丸縁の眼鏡をかけており、極度の近眼で、裸眼では、目の前のゴリラやライオンが識別できずにいる場面がある。生活の苦しさからイヤミなどの誘いにのって失敗するのが多いものの、それでイヤミなどのインチキがバレることも稀にある。服は薄黄色の服とピンクのスカート。
六つ子・松造同様、中期以後は出番が少なくなるが、サンデー版末期に掲載された「キャプテンかあちゃん」では、女海賊団の首領キャプテン・カーチャン役で主役を務め、ハターボ船長（ハタ坊）率いる海賊団の部下である六つ子を人質に取りながら、その六つ子が生き別れの息子だったと密かに知って涙ぐむキャラクターを演じている。
アニメ第2作では松造と同様に魔法で若返り、松代は松子と名乗りアイドルとして一躍人気者になるが、同じアイドルであるトト子の執拗な嫌がらせに遭う。
『大人になったおそ松くん』では25年後松造、おそ松と同居している。
ハタ坊
声 - 加藤みどり / 真柴摩利（第2作・CR・チビ太のおでんCM、パチスロ）
雨傘のような髪型で、頭に小さな日の丸の旗を立てている男児。この旗は皮膚を貫通し、頭蓋骨に突き刺さっている（取り外しは容易）。鼻の下の線はかわいた鼻水の跡である。年齢は六つ子と同様。基本的に幼児で、やや頭が悪い印象のキャラクターだが、『少年キング』掲載分およびアニメ第二作では、知能は常人並みになっている。語尾に「〜だジョー」をつけて話す。せこせことした動作はバスター・キートンがモデルであるという。ハタ坊という名前は、少年サンデー誌上で公募して決定。1965年1号の作品の中で公表。主役を演じたことは数えるほどしかなく、作中で1、2コマだけ出演するパターンも多い。半面、重要な脇役として、チビ太の弟分、デカパンやダヨーンの助手、イヤミに苛められる役などが多い。しかし、チビ太をやっつけたことがあるほどの腕力を誇る場面もあり、社長・専務・海賊の船長、刑事チームのボスなど強い立場な役柄では徹底して部下をこき使う。
また末期作「オメガのジョーを消せ」では、イヤミと共に大金を強奪しながらイヤミの盗金を持ち逃げされた挙げ句、罪を擦り付けられて投獄されたことから、復讐の鬼と化した殺し屋となるも、イヤミを追い詰めたところでフランスから帰国した息子を見て、イヤミが子持ちであることを知って心が揺れ動き、最後は犬に仕掛けた爆弾からイヤミを助け、「子供のためにやり直すんだジョー」と言いながら絶命した。
同様の髪型で、頭に旗を立てた両親および妹が登場することもあり、一家そろってハイキングに出る回では、家族全員が日章旗を頭に挿していた。末期作「勉強しすぎた大先生」では科学者の兄が登場、趣味の覗きが高じて新種の虫を発見し、ノーベル賞候補となった。
「チビ太の金庫破り」ではチビ太の弟分であるが、原作（2パターンとも）ではその時、チビ太が逮捕された後生活のため売却したということで頭に旗がない姿が描かれた。また、リバイバル版「チビ太の金庫破り」では、旗を売るシーンがある。
アニメ第2作での普段の服装は原作と異なり、ヒヨコが描かれた緑色のオーバーオールを着ている。40年後ではすでに孫までいる。また、彼が主役である「ハタ坊、勇気を出す」では当初、気の弱い少年で他の少年（アニメではイヤミや六つ子ら）にさんざん濡れ衣を着せられ、本当のことが言える勇気を持っていなかったが、デカパン（原作ではハタ坊の父親、アニメでは神社の神様という設定）に勇気が出る薬をもらい、勇気がわいてくるといった、彼の成長が描かれている（勇気の薬はただの水道水だった）。
『大人になったおそ松くん』では25年後売れっ子コメディアンになっている。
デカパン
声 - 神山卓三→和久井節緒 / 大平透（第2作・CR）、長嶝高士
富士山のような禿頭でその周囲に頭髪が残り、鼻の下に髭を蓄えている中年男性。肥満体に青と白の縦縞の大きなパンツ（名前の由来）のみを着用。そのパンツの中にはカナヅチやノコギリといった様々なモノが収納されており、『ドラえもん』の四次元ポケットに似ていると公式サイトでも指摘されている。基本的に性格は温厚かつ良心的だが、そこを六つ子やイヤミに利用されることも多い。動物好きで、犬、猫を多く飼っており「坊や」と呼んでかわいがっている。一人称は「ワス」で、「ホエホエ」「〜だス」など東北方言のような口調で話す。イヤミ・チビ太・ハタ坊とは違って主役を演じることはなく、大富豪役や会社重役、善良医師役の他、1967年37号からの月一連載時から、ギャングのボスや刑務所の看守といった悪役も演じている。六つ子のおじさん役、トト子、ハタ坊の父親役で出演したこともある。年齢は50 - 60代。
科学者「デカパン博士」として登場するときは、飼い猫を人間の本音がわかる「エスパーニャンコ」にしたり、人格が入れ替わる薬を発明したりで騒動の原因になることが多い。
アニメ第2作では、原作同様医師や大富豪のほか、第17話と第78話では神様役を演じている。第40話では太郎という息子が登場、ピンクと白の縦縞のパンツ姿で、寝ているところを起こされるとレッツラゴンのイラ公のごとく暴れる。40年後では100歳であるにもかかわらず、製薬会社の社長をやっている。
『大人になったおそ松くん』では25年後も髭が白髪交じりになったぐらいで外見にほとんど変化は見られない。
ダヨーン（駄四）
声 - 神山卓三→大竹宏 / 神山卓三（第2作、大一版CR）、緒方賢一（第2作第80話 - 第83話の代役） / 茶風林（サンスリー版CR）、高塚正也
頭髪を真ん中から分け、垂れ目で異様に口が大きな壮年。大食いだが体は太っておらず痩せ型でイヤミより長身に描かれていることが多い。53歳（アニメ第2作の40年後で93歳と言いかけて訂正するシーンがある）。下駄を履いている（アニメ第2作・スピンオフ作品では、黒い革靴を履いている。漫画版でも「らくがきインベーダー出現」などでは革靴を履いている）。俳句が趣味。とぼけていて、間の抜けた印象の強いひょうきんなキャラクターだが、西部劇では渋いシェリフも演じた。役柄は警官や商店主、またはイヤミに対する債権者役が多い。デカパン同様主役を演じることはないが、シェリフ役での副主人公は何度かあった。また、アニメ第2作ではギャングやヤクザ、ムナゲキャサリンや怪人ダヨン面相などといった悪役を演じることが多い。一人称は「ワシ」で語尾に「〜だヨーン」をつけて話す。言葉のところどころに「ダヨーン」をつけるのが口癖。藤子不二雄Aの『マンガニカ』によると、つのだじろうの長兄の角田喜代一が、ガラスに顔を押し付けた時の顔がモデルとされている（藤子Aの『フータくん』に登場する「テツカブ」も同一人物がモデルであるという）。掃除機のように吸い込んだり、雪だるまを作るなど大きな口を活かして活躍することが多い。また、重い物を軽々持ち上げるなど怪力を見せることもある。
名前の由来は「ダヨーン」という、彼の口癖がそのまま名前になってしまったためである。
原作・アニメ第2作ともに同じ顔の娘がいる設定の時があり、特に原作のほうではチョロ松に好意をいだいており「チョロ松くん、好きダヨーン」と口調まで同じであった（チョロ松はこの事実を知った時、茫然としていた）。
『大人になったおそ松くん』では25年後売れっ子コメディアンになったハタ坊の付き人をやっている。
トト子 （トトこ）
声 - 白石冬美、沢田和子 / 松井菜桜子（第2作・サンスリー版CR）
本作のヒロインで、六つ子たちあこがれの美少女。髪型はお下げ髪にリボン、ふくらんだ頭頂部にカチューシャを付けている。真面目で優しい性格だが、ないがしろにされると拗ねてかんしゃくを起こすこともしばしば。勝ち気で気の強い男勝りなおてんば娘。日常回では六つ子の同級生という設定が多い（六つ子より年上の場合がある）が、「まんが家はきびしいなあ」では少女漫画雑誌「週刊カワイコ」の編集員、週一最終作「民宿まるもうけ」では民宿近くの寺の娘、そして中期初作「六つ子対大ニッポンギャング」では、ギャング一味に追われた六つ子が立ち寄ったサーカス団員と、日常回で別の役をやることもあった。名前の由来は両親が魚屋を営んでいることから（トト＝幼児語で魚のこと）。
初登場回では“ファイティング弱井”というリングネームのボクサーの兄がいて、兄譲りの腕力でおそ松を叩きのめしている。その後も怒ると六つ子全員にパンチを食らわせる強いヒロインとして登場するが、次第にこの設定はなくなり、普通の少女になった。また初期作「相手はヨボヨボたるんでいこう」では白あごヒゲの祖父、「とうげきーっ！のらねこ作戦」では元軍人の祖父（声 - 八奈見乗児）が登場する。なお母親は「六つ子なんかに負けないぞ」を最後に登場しなくなり、父親は「チビ太の金庫破り」が最後の登場、顔つきも初期とは大幅に異なるキャラクターに変わった。またこの回は、トト子の魚屋が登場した最後の回でもあった。
夏休みでは六つ子は海やプールに行くのに対し、トト子は「しょぼくれキャンプ」と「トト子ちゃんとハイキング」で山にいった程度、「イヤミとサメとゴムボート」で初めて六つ子と海へ行き、ワンピースタイプの水着を披露したが、海岸で「ウキワを忘れた」と言ったことから、浮き輪がないと泳げない体質であることがわかる。
ひらがな期では『小二』版で時々登場する程度だが、『幼稚園』版と『小一』版では毎回登場、衣装も「スキー」でのスキーウェアといった、『少年サンデー』では見せていない衣装を披露している。
長編ではデカパンの娘役で登場するのが多く、サンデー版最終話「いまにみていろミーだって」ではデカパン社長の秘書役で登場するが、わずか4コマしか登場せず、話には全く関わらない。
キング版では「チビ太の金庫破り」と、珍しく登場した六つ子らと共に意味もなくイヤミを笑う「なぜにミーはわらわれる」以外ほとんど登場していない。
最新版では再びヒロイン役として登場。怒った時は鉄拳制裁だけでなく言葉遣いも荒くなる。
アニメ第2作では、外見に反して腹黒い性格のヒロインに設定変更され、ギャグシーンにも絡むようになった。阪口和久によれば、木村京太郎が打ち合わせの際に、「トト子って絶対性格悪そう」と発言したことがきっかけと語る。第32話では六つ子一家の隣に越してきた美少女クミコ（声：川村万梨阿）をねたみ、呪いの藁人形で攻撃しようとしたり、69話では松子（若返った松代）に嫉妬して執拗な嫌がらせをしている。服装は日常回ではピンク色のブラウスにサロペットスカート、白いハイソックスと赤い靴に統一されているが、話によってはバニーガール、婦人警官、ビキニ姿、宅配ピザ屋なども披露している。なお家族に関しては、先述「チビ太の金庫破り」を原作とする第18話で父親が登場、大富豪の設定で登場した第19話で両親が登場（母親は劇場版にも登場）するも、原作とは一新され、実兄・ファイティング弱井と祖父は全く登場しない。
他にも歌手並みの歌唱力の持ち主で、その歌声は六つ子はおろかイヤミたちさえ魅了するほど。
『ひみつのアッコちゃん』の主人公加賀美アツコに酷似。公式サイトでも「瓜二つなのはご愛嬌」とされている。1989年に発行されたコミック本のあとがきで、似ていることを指摘された赤塚自身が「そんなわけないだろ」などと逆ギレ気味に反論している。最新版には自ら「ひみつのアッコちゃん」と偽って無銭飲食を企てたが失敗に終わるエピソードがある。なおアニメ第2作の劇場版では、アッコの如くコンパクトで変身しようとする場面がある。
『大人になったおそ松くん』ではレギュラー陣以外の男性と結婚し一児の母となっており、過去に六つ子全員と付き合ったことが明かされている。また、2人目を出産予定である。
『おそ松さん』では「弱井」という苗字が設定された。

### 他作品からのスピンオフキャラクター
本官さん
声 - 千葉繁
『天才バカボン』に登場する、「目ん玉つながりのおまわりさん」。連載中期、連載後期、最新版に登場。
最新版ではヤクザの組員であるチビ太の舎弟になったおそ松にピストルを撃ったところ、コルト拳銃を連射され「本官よりピストルのタマをうつやつだ」と逃げ出したが、おそ松は本官さんの言葉で我に返りヤクザから足を洗った。
アニメ第1作では未登場。アニメ第2作では第19話まで登場したが、その後八頭勝三と交代している。実質的な総集編である第85話では、イヤミの記憶の回想という形で再登場を果たした。
下記の八頭が転勤した後もオープニング・アイキャッチ・エンディングなどに本官さんが出演し続け、オープニングラスト部分を流用した最終回サブタイトル部にも出演した。また主題歌のレコードジャケットにも登場している。その後、アニメ第2作終了後に作られた『平成天才バカボン』とのクロスオーバー作品『バカボンおそ松のカレーをたずねて三千里』には、スフィンクスとして出演した。
レレレのおじさん
『天才バカボン』（アニメ『天才バカボン』の『元祖』・『平成』・『レレレ』・『深夜！』を含む）とおそ松くんに登場しているホウキを掃くおじさん。「レレレのレー、おでかけですか？」が口癖。『天才バカボン』に登場している時に着ている服の色は濃い黄色だが、『おそ松くん』に登場している時に着ている服は濃い緑色であり、『おそ松くん』に登場している時のおじさんの方が若干背が高い。漫画では「ドロボウは教育のために」に初登場、続いて「いまにみていろミーだって」最後のコマに登場した後、主に少年キング版に、アニメ第2作では第19話まで出演、その後は本官さん同様、オープニング・アイキャッチ・エンディング・最終回サブタイトルのみに出演。また『カレーをたずねて三千里』にも出演している。
ニャロメ
声 - 千葉繁
赤塚作品（初出は『もーれつア太郎』）の多くに登場するキャラクターである。
本家とは違い、自分のことを「ニャンゲン」だと思っておらず、人間の女の子に恋をしない。魚が大好物でよく魚泥棒したりゴミ捨て場でゴミを漁る。
原作では「ドロボウは教育のために」でギャング団（ボスはチビ太）の子分役で初登場、続いて「いまにみていろミーだって」で唐辛子会社の社員役で登場している。また少年キング版にも登場、特に「おミャわりさんとセーラー服」ではイヤミに代わって主役となる。アニメ第2作の「おでんと初恋どちらがだいじ」ではニャロ子という彼女がいる。
べし
声 - 水鳥鉄夫
赤塚作品の多くに登場するキャラクターである。片目を閉じたカエルで語尾に「〜べし」をつけて話す。
アニメ第2作に登場。大抵はイヤミやチビ太がしっぺ返しを食らった直後に登場して、教訓的なことを言う（時々ケムンパスやニャロメも）。「大富豪チビ太さまザンス!」では8匹もおり、音楽を演奏していた。
漫画原作にはほとんど登場しない。
ケムンパス
声 - 神山卓三
赤塚作品の多くに登場するキャラクターである毛虫で、語尾に「〜ヤンス」をつけて話す。イヤミたちに嫌われている。
アニメ第2作の『おでんと初恋どちらがだいじ』ではケム子という彼女がいる。
漫画原作には「いまにみていろミーだって」でモブ出演して以後、ほとんど登場しない。ただ「ドロボウは教育のために」初版「扉」では、上半身が小さく下半身が痩せた状態の初期キャラクターで登場（先述の「いまにみていろミーだって」でもこの初期キャラクター）しているが、単行本では省かれているので見ることはできない。
なお、ニャロメ・べし・ケムンパスの三匹は、アニメ第2作が終了直後に、『もーれつア太郎』が東映動画（現：東映アニメーション）制作・テレビ朝日系列でリメイク放送されたため、『カレーをたずねて三千里』には出演しなかった。
ア太郎（アたろう）
『もーれつア太郎』の主人公である、八百屋「八百×」の一人息子。「いまにみていろミーだって」では唐辛子会社のエリートセールスマンとして登場。セールスマンらしく背広を着ているが、頭には普段通り鉢巻きをしている。
デコッ八（デコッぱち）
『もーれつア太郎』の副主人公。ア太郎の子分にして「八百×」の店員。ア太郎同様、「いまにみていろミーだって」でエリートセールスマンとして登場している。
ブタ松（ブタまつ）
『もーれつア太郎』より登場。元ヤクザでデコッ八の子分であり、また多数のブタを子分にしている。「整形医つれたギャング」で、ギャングのデ・カメレオン（デカパン）を追い詰めたイヤミ刑事の前に現れ、イヤミに「よそのまんがにでないでチョ」と突っ込まれるが、実は部下である整形医（ダヨーン）によって整形されたデ・カメレオンだった。
ココロのボス
『もーれつア太郎』より登場。元ギャングでタヌキのシッポが付いている。「〜のココロ」「ハァーポックンポックン」「クーダラナイ」が口癖。「いまにみていろミーだって」では唐辛子会社の給仕役で初登場、給仕にもかかわらず、出来の悪い同社のセールスマン・イヤミとパパをいたぶっている。「なぜにミーはわらわれる」ではイヤミを笑い飛ばす群衆の一人として登場。
熊五郎（くまごろう）
『もーれつア太郎』より登場。ア太郎の父・×五郎の旧友で大工。「いまにみていろミーだって」に妻と共に登場。妻が唐辛子会社のセールスマン・ア太郎とデコッ八におだてられて唐辛子を買いまくるため不満に思い、やがて訪れた同社のセールスマン・イヤミとバカボンパパを、唐辛子を入れた風呂に入れて顔を腫れ上がらせた。
熊五郎の妻
『もーれつア太郎』より登場。「八百×」の常連客で、通称「おかみさん」。夫・熊五郎と共に「いまにみていろミーだって」に登場。唐辛子会社のセールスマンであるア太郎とデコッ八に原作同様おだてられて、唐辛子を買いまくっている。
夜の犬
赤塚作品の多くに登場するキャラクター。その名の通り夜だけ現れて前足一本で逆立ちをしているブルドッグ種。オリジナル同様あまり喋ることは無いが、「またまたインベーダー来襲」ではラスト、「インベーダーは本当にいるかもしれない」と珍しく喋っている。
モコ
『ひみつのアッコちゃん』より登場するアッコの親友。「帽子をとったらハイそれまでよ」で、いとこ（チビ太）を六つ子の家に預けたトト子と共に映画に行っていた。
チカ子
声 - 北川麻理
『ひみつのアッコちゃん』に登場する幼女。おかっぱ頭でメガネをかけている。原作では「ふきかえつかってプロポーズ」でチビ太の惚れた相手として登場。アニメでは第1作で、同作を原作とした「チカ子ちゃんとチビ太」で登場、「デカパンオリンピック」で六つ子とチビ太のクラスメイトとして登場。
ガンモ
『ひみつのアッコちゃん』に登場する、落語マニアの小僧。「人気絶頂 鍋底プロダクション」で芸能プロダクション「鍋底プロダクション」のマネージャーとして登場。だが同プロは鍋底社長が出演料をピンハネする悪徳プロで、最後は元・同プロ所属のチビ太に逆襲され、社長共々イヤミの乞食仲間に落ちぶれる。
ジャジャ子
声 - 神代知衣
『ジャジャ子ちゃん』の主人公。『おそ松くん』では、ハタ坊のいとこという設定で登場した。おでん嫌いだったが、好意をよせてきたチビ太がおでん嫌いになろうとする姿を見てひかれ、おでんを食べてみたらおでん好きになったという経緯を持つ。家は赤塚台駅から100mもない距離にある、隣の駅という駅が最寄り駅ということになっている。アニメ第1作、2作共に登場。ただし、明確な台詞があるのはアニメ第2作「おでんと初恋どちらがだいじ」のみ。
細川 へんな子（ほそかわ へんなこ）
『りぼん』版『へんな子ちゃん』の主人公。「キャプテンかあちゃん」でキャプテン・カーチャン（松代）率いる女海賊団のメンバーとして登場。
マセリ
『レッツラゴン』に登場する毛虫キャラクター。「チビ太の金庫破り」（トト子が閉じ込められるバージョン）の原作に登場。イヤミ刑事が拾い食いしようとした食べ物の中から現れた。この他「なぜにミーはわらわれる」では、同じ『レッツラゴン』キャラクターのゴン・おやじ・ベラマッチャ・クソタケイムシと共に、理由もなくイヤミを笑い飛ばすキャラクターとして登場。
ケムンパス同様イヤミは嫌がっており、他作品から出てくるなと言われている。
バカボンのパパ
声 - 富田耕生
アニメ第2作最終話に登場し、後番組の『平成天才バカボン』の告知を行った。
特番『バカボンおそ松のカレーをたずねて三千里』でも松野親子やチビ太・イヤミなど主要メンバーと共演した。
原作では「キャプテンかあちゃん」の冒頭、キャプテン・カーチャン海賊団とハターボ海賊団の戦いで、海賊の話なのに鉢巻きや腹巻きなどの普段の恰好でモブとして初登場。その後は「ドロボウは教育のために」のギャング、続いて「いまにみていろミーだって」でイヤミの父親にして唐辛子会社のセールスマン役で登場、「なぜにミーはわらわれる」ではイヤミを笑い飛ばす群衆の中に登場。その他、「イヤミはひとり風の中」では1コマ。バカボンと共に若チビの出した告を見る群衆のひとり。「シェリフチービタは勇者だった」では、お尋ね者のイヤミをバカボンとともに罵って、彼の子分に銃で撃たれ死亡（8コマ）。「チビ太とドロネコ」では、泥棒猫を引き取って更生させようとするチビ太に「よせ、よせ、治らないよ」と諭す近所のオジサンとして登場（4コマ）。
バカボン
声 - 林原めぐみ
パパ同様、特番『バカボンおそ松のカレーをたずねて三千里』でも松野親子やチビ太・イヤミら主要メンバーと共演。
原作では、パパと共に「イヤミはひとり風の中」、「シェリフチービタは勇者だった」に登場。後者ではパパをイヤミの子分に殺され、涙を浮かべ睨みつける。

ウナギイヌ
声 - 田原アルノ
原作ではキング版で、まず「イヤミ医院」の扉に登場してご挨拶。続いて「デパチビよこんにちはざんす」では街を歩いているイヤミの前に現れ、『まんがNo.1』の宣伝をしたが、イヤミに怒られて去る。特番『バカボンおそ松のカレーをたずねて三千里』では、トト子の家来役で登場。
ボケ男（ボケお）
『メチャクチャNo.1』の主人公。いがぐり頭でいつも着物を着ている。頭はあまり良くないが怪力自慢。台詞や感情に応じて口の形が変わるのが特徴。「カエルさんをいじめるな」でチビ太のペットであるカエルをいたぶった六つ子とイヤミを、得意の怪力で散々痛めつけた。その後西部劇「荒野に夕日がしずむとき」（映画『シェーン』翻案作）で、西部の街の地主にして嫌われ者「松の木一家」（六つ子一家）に虐げられている町民役で登場。「キャプテンかあちゃん」では冒頭、ハターボ海賊団の一人として普段の恰好で登場、キャプテン・カーチャン海賊団の一人に向かって「マーガリンじゃない、バターじゃない、チーズじゃない、地図よこせ」とボケまくって話している。
モジャモジャおじちゃん
『モジャモジャおじちゃん』（原題『赤塚不二夫のガンバリまショー』）の主人公である中年男性。小柄でスキンヘッドに一握りの髪、ばねのようなヒゲがある。「下町のチビ太キッド」（映画『キッド』翻案作）で捨て子チビ太を拾った芸人として登場する。その後は「人間送りマシン」のラストのコマ、「キャプテンかあちゃん」冒頭に登場している。なお「下町のチビ太キッド」はアニメ第2作の第79話でアニメ化されるが、彼の役割はデカパンに替わった。
千代子（ちよこ）
『ユー・ラブ・ミー君』に登場。主人公・三太郎の片思いの女学生。「木枯らし吹けば商売つらい」でチビ太の焼き芋を買おうとすると、イヤミに「顔が黄色い」「おいもの食べ過ぎ」とからかわれて去る。
ミスター教養（ミスターきょうよう）
『ユー・ラブ・ミー君』に登場。千代子の家に下宿している学生で、三太郎の恋敵的な存在。フォックス型眼鏡をかけ、イヤミほどではないが出っ歯。「ブタ松くん」で、ブタそっくりの科学者によってブタにされたおそ松を、イジ太郎（後述）たち悪ガキから買い取ったが、実は学生寮の仲間と共になべ料理にして食べるつもりだった。
悪井 イジ太郎（わるい イジたろう）
『いじわる一家』に登場。意地悪好きの家族・悪井一家の末っ子。小柄で頭に一握りの髪があり、いつも剥き歯。父・イジ衛門、母・イジ江、姉・イジ子、飼い猫・イジタマと共に、毎回色々な意地悪をする。「ブタ松くん」でおそ松が変貌したブタを、仲間の悪ガキと共にいじめていた。
小池さん
藤子不二雄作『オバケのQ太郎』その他のキャラクター。「クリーニング屋まじめにやれよ」に登場。なお、「クリーニング屋まじめにやれよ」はアニメ第1作で、第8話「井矢見のクリーニング屋」として放送されたが、当時『オバケのQ太郎』が放送されていたため、アニメでは小池さんでは無く別キャラクターに変更された。

### エイリアン

#### ナンマイダー一味
アニメ第2作の第14話・第44話・第85話と竹書房版の第20巻に登場。体は柔軟性でゴムのように伸びる。第44話では、地球を撮影した宇宙人が去っていく時にフジサンケイグループの目玉マークを描いて帰っていった。
ナンマイダー
声 - 大平透
男。眉毛と目がつながっている。エイリアンのボス。名前は、なんまいだぶつからきている。一人称は「あたい」。顔は赤色。
ゴンベーダー
声 - 丸山裕子
男。放射線状の髪の毛が特徴。おそ松に化けた。ジンベーダーと気が合う。だが原っぱでジンベーダーと会話中のところをイヤミに見つかり、正体を秘密にする代わりにイヤミの使いっ走りにされ、六つ子一家から家財道具・食物・現金を奪うようになる。一人称は「オラ」。顔は紫色。
ジンベーダー
声 - 太田淑子
男。カール状のヒゲが特徴。チョロ松に化けた。ゴンベーダーと気が合う。一人称は「あたし」。顔は黄緑色。
アッカンベーダー
男。いつも舌を出しているひょうきん者。一人称は「ボク」。顔はオレンジ色。
バブバブダー
女。赤ん坊のような性格でおしゃぶりをくわえている。一人称は「わたし」。顔はピンク色。
カレンダー
男。鼻が∞のマーク。一人称は「拙者」。顔は緑色。
シンジマッタダー
男。鼻に絆創膏を貼っている。名前と一人称は帰ってきたヨッパライが基になっている。一人称は「オラ」。顔は水色。
インベーダー
声 - 阪脩（第14話）
男。おそ松とチョロ松をさらってきたエイリアン。仲間紹介の後にコレデオシマイダーと言う。一人称は「わたし」。顔は黄色。

#### その他のエイリアン
スイカ星人
第2作の劇場版と竹書房版の第16巻に登場。スイカのような星に住み、スイカ型の頭が特徴。宇宙移動にはスイカ型UFOを使用している。語尾に「〜タネ」と「〜スイカ」を付けるのが癖。敬礼コードは「アイアイサッサーチョイサッサー」。
天皇スイカ / スイカ大王
声 - 上田敏也
スイカ星の支配者。スイカ星人が増え過ぎて過密状態になったため、地球を侵略して移住しようと計画する。
なお「天皇スイカ」というのは原作および曙コミック版での表記で、アニメや竹書房版では「スイカ大王」に変更された。
ちゃんぐり版『たまねぎたまちゃん』でも悪役として登場している。
らくがき星人
竹書房21巻に登場。壁に描かれたらくがきが、実際に壁から飛び出しインベーダーとなって町を攻撃した。しかし、突然の雨により姿が消えてしまった。
鉄を食う宇宙人
竹書房8巻に登場。地球に飛来してきた宇宙人ではなく、おそ松兄弟が、ガムの懸賞にあたり宇宙旅行に出て（チビ太とイヤミがロケットに密航）、辿り着いた星にいた宇宙人。言葉遣いが悪く、鉄を食う宇宙人の父子で、子の名前は「28号」。

#### その他の脇役
カエル
本作の「扉」や、『少年サンデー』表紙で六つ子らが出た時に、モブとして登場する動物キャラクター。本編にも登場することがあり、その際にはおおむねチビ太のペットとして登場する。
ネコ
カエル同様、モブとして登場したり、本編にも登場する動物キャラクター。本編登場の時は1匹だけでなく、集団で登場することも多い。
犬のぼうや
チビ太に似たダンダン頭に毛が一本、そして2本デッパの犬。初登場（1964年）は、デカパンの飼い犬で2本足で歩き、「あたりまえだい！」と言葉を喋る生意気な犬として登場。その後、松造の会社の社長の飼い犬として登場。「ブルータス」と言う名前で、社長が海外旅行中に松野家に預けられるが、贅沢で生意気な性格で、おそ松たちを困らせた。また、デカパンの飼い犬に戻り、共にゴルフやピクニックに行く姿が目撃されている。
ギャハハおじさん
中期のみ登場した中年男性キャラクター。四角いスキンヘッドで背広を着ている。群衆の中にモブとして登場したり、最後のコマに「ギャハハ」と笑いながら登場するなど、話の筋とは関係ない場所に登場するだけのキャラクター。時代劇「イヤミはひとり風の中」ではチョンマゲに着流しで登場している。
モグラ
声 - 小宮山清、中村正 他
その名の通り、モグラのような顔をした男。忍者、泥棒、ギャングの子分など様々な役で登場する。語尾に「…ゲス」を付ける。
トト子のお祖父さん（怖いおやじ）
初登場は、1964年の「とつげきーー！ノラネコ作戦」で、トト子の祖父役。ハゲ頭に▼形の眉毛、元軍人で軍隊調の口調と行動が特長。
その後は、近所の怖いお祖父さん役で度々登場。六つ子やハタ坊が家の壁に落書きをすると怒鳴って飛び出してくる（「ハタ坊勇気をだす」ほか）。
おっさん
モブとして登場する中年男性キャラクター。小柄で丸顔のスキンヘッド、長い一本髭を生やしているのが特徴。松野家の旅館のライバルであるホテルのオーナーの他、泥棒、博士など様々な役で登場する。
なお、『おそ松さん』において「聖澤庄之助」という名前が与えられた。
東郷さん（とうごうさん）
松野家に現れた怪しげな下宿人。一見するとお人好しで親切に見えるが、その実態は極悪人の強盗だった。これまでに人間や動物を100人以上も殺しており、自分の正体を知ったおそ松を含む松野家全員を皆殺しにしようとする。
アニメでは2作とも未登場だが、『おそ松さん』の映画にて六つ子の思い出の中の人物として一瞬だけ登場している。

## コミックス
1963年に青林堂から全5巻が、1964年に東邦図書出版から全4巻が刊行される が続刊されず、曙出版から『おそ松くん全集』として全31巻が1968年から1975年にかけて刊行された。
アケボノコミックス版の刊行当初は『少年サンデー』（週刊・月刊別冊・増刊）を中心に、『ボーイズライフ』・学年誌・『小学館ブック』に連載された作品、および、チビ太をスピンオフさせて『少年ブック』（集英社）に1964年から1965年まで連載した『カン太郎』の中から5本を収録、カバーは全て色違いにして全24巻を刊行。第24巻の最後は連載最終話に掲載された「いまにみていろミーだって」ではなく、前月掲載話「ドロボウは教育のために」に入れ替えられ、最後のページの空白に全集が24巻をもって完結したというお知らせが加えられていた。その後、サンデー版最終話「いまにみていろミーだって」と『少年キング』版が1973年より追加され、さらに赤旗日曜版（日本共産党）に連載したハタ坊のスピンオフ作品『ハタ坊とワンペイ』を「別巻」として2巻刊行、この時に本のカバーをピンク色にし、それまで刊行した24巻もピンク色に統一し、31巻＋2巻として再発売した。この曙版は最も普及したコミックスであり、これを定本とする見方もある。
アケボノコミックスに掲載された『ボーイズライフ』・『小学館ブック』・学年誌・『カン太郎』版は次の通り。
| 掲載誌         | サブタイトル                   | 掲載号       | 収録巻 | 備考                                         |
| -------------- | ------------------------------ | ------------ | ------ | -------------------------------------------- |
| ボーイズライフ | ぼくらのクラスは先生が二人     | 1966年4月号  | 15巻   | 竹書房版では「どちらがりっぱな教育者」と改題 |
| ボーイズライフ | ミーはみんなのお毒見係         | 1966年5月号  | 16巻   |                                              |
| ボーイズライフ | イヤミのいんちき商売           | 1966年6月号  |        |                                              |
| ボーイズライフ | 友情 空中ブランコ              | 1966年10月号 | 19巻   |                                              |
| ボーイズライフ | 友だちがほしいやーい           | 1966年11月号 | 18巻   |                                              |
| ボーイズライフ | 講談 井矢見重太郎の一席        | 1966年12月号 | 18巻   |                                              |
| 小学館ブック   | メルシメルシのにがお絵ざんす   | 1966年7月号  | 17巻   |                                              |
| 小学館ブック   | イヤミとサメとゴムボート       | 1966年8月号  | 17巻   |                                              |
| 小学二年生     | かあさんをだいじに             | 1966年5月号  | 20巻   | 「ひらがなおそまつくん」掲載                 |
| 小学二年生     | いやしいことばあそび           | 1966年7月号  | 22巻   | 「ひらがなおそまつくん」掲載                 |
| 小学四年生     | チビ太はまじめな一年生         | 1966年4月号  | 15巻   |                                              |
| 小学四年生     | 忍法おぼえて六つ子に勝とう     | 1966年5月号  | 16巻   |                                              |
| 小学四年生     | おそ松の弱点はこれだ           | 1966年6月号  | 16巻   |                                              |
| 小学四年生     | スカスカスイカでもうけましょう | 1966年7月号  | 17巻   |                                              |
| 小学四年生     | 特訓やって運動会               | 1966年10月号 | 23巻   |                                              |
| 【カン太郎】   | やってきましたネコ・ウエスタン | 1964年1月号  | 3巻    | 原題「西部へきたよカン太郎」                 |
| 【カン太郎】   | ガツガツいやしい忠臣蔵         | 1964年4月号  | 3巻    | 原題「忠臣蔵だよカン太郎」                   |
| 【カン太郎】   | モモからうまれたチビ太郎       | 1964年7月号  | 3巻    | 原題「桃太郎だよカン太郎」                   |
| 【カン太郎】   | ガチンゴチンオリンピック       | 1964年11月号 | 3巻    | 原題「石器時代だよカン太郎」                 |
| 【カン太郎】   | おとなしくしろシンデレラ       | 1964年5月号  | 3巻    | 原題「シンデレラだよカン太郎」               |

小学館からもゴールデンコミックスとして全1巻が、また汐文社のホームコミックスからは傑作選として5巻、朝日ソノラマのサンコミックスからも自選傑作集として10巻の単行本が刊行されていた（いずれも絶版）。
上記のコミックスは長年入手困難であったが、1988年のアニメ第2作放送に伴い、講談社から少年サンデー版・ボーイズライフ版・学年誌版・小学館ブック版・『カン太郎』版・少年キング版を収録した全34巻と、コミックボンボン連載分29話中計20話を収録した「最新版」全2巻のKCボンボンコミックスが発刊された（こちらも現在は絶版）。
全34巻の講談社版と曙出版の『おそ松くん全集』のタイトルを以下に記す。
講談社版
1. 六つ子でてこい！の巻
2. いかした顔になりたいよの巻
3. びっくり六つ子が一ダースの巻
4. モモから生まれたチビ太郎の巻
5. 六つ子なんかに負けないぞの巻
6. チビ太に清き一票を！の巻
7. チビ太のおつむは世界一の巻
8. おフランスがえりのデザイナーの巻
9. チビ太なぜなくのの巻
10. とつげきーっ！ノラネコ作戦の巻
11. デカパン城の御前試合の巻
12. ハタ坊は億万長者の巻
13. ハタ坊をマークしろの巻
14. イヤミの水戸黄門の巻
15. イヤミのお見合いの巻
16. 六つ子の生活取材にきたよの巻き
17. チビ太はママになりましたの巻
18. イヤミがロボット発明すればの巻
19. 忍法おぼえて六つ子にかとうの巻
20. イヤミの保険ソンかトクかの巻
21. バイキングの逆襲の巻
22. 下町のチビ太キッドの巻
23. オトギばなしのデベソ島の巻
24. イヤミはひとり風のなかの巻
25. 六つ子一家に復讐だの巻
26. ぼくらはグランプリレーサーの巻
27. いまにみていろミーだっての巻
28. シェーのおしうりの巻
29. ミーのラブストーリーの巻
30. デッパ神の三つのねがいの巻
31. ミーは超能力者ざんすの巻
32. モテモテイヤミはつらいざんすの巻
33. イヤミのウラミは死をよぶざんすの巻
34. 涙ナミダの芸術ざんすの巻

アケボノコミックス版
1. 六つ子でてこい！
2. いかした顔になりたいよ
3. びっくり六つ子が一ダース
4. 六つ子なんかに負けないぞ
5. チビ太に清き一票を！
6. チビ太のおつむは世界一
7. おフランスがえりのデザイナー
8. チビ太なぜなくの
9. はいけいドロちゃんさま
10. デカパン城の御前試合
11. ハタ坊も億万長者になれる
12. ビローンと笑って百万円
13. ヤニがでるほどふくしゅうするぜ
14. イヤミ左膳だ よらば斬るざんす
15. ぼくらのクラスは先生が二人
16. パロディ版だよ宝島
17. テンノースイカばんざいよ
18. 江戸工城の忠臣蔵だ
19. 下町のチビ太キッドの物語
20. オトギばなしのデベソ島
21. イヤミはひとり風の中
22. キャプテンかあちゃん
23. 突撃イヤミ小隊
24. オメガのジョーを消せ
25. シェーのおしうり
26. イヤミの結婚相談所
27. オンナドブスはバケモノざんす
28. これがイヤミのテクニック
29. 念力でヘンシーンざんす
30. 死んでもスケベはなおらない！
31. これでオシマイおそ松くん

これより前の1988年にはアニメ第2作開始を記念して、講談社から「赤塚不二夫爆笑ランド おそ松くん」を発売。『おそ松くん』を中心に、『天才バカボン』・『もーれつア太郎』・『レッツラゴン』・『ひみつのアッコちゃん』の過去発表作品を何本かを掲載、これにアニメ第2作放送情報の「こちら下落合情報局」や、読者投稿頁「読者の広場」などで構成されていた。この内『おそ松くん』は「週刊少年サンデー」版を中心にし、希に「別冊」・「増刊号」・「少年キング」版も掲載された。発売は7巻まで続いたものの、その後は発売を打ち切られた。なお2011年5月2日には『これでいいのだ!!映画★赤塚不二夫』の公開を記念して、講談社からコンビニエンスストア限定コミック「赤塚不二夫爆笑ランド 面白すぎてこれでいいのだ!!」を発売、全7巻の内『おそ松』を初め、『バカボン』・『ア太郎』・『ゴン』から計13話を再掲載、さらに『おそ松』以外の3作と『ギャグゲリラ』から新作を掲載した。
2007年現在、新刊で入手可能な物は竹書房より竹書房文庫で刊行されている全22巻と、小学館文庫の『赤塚不二夫名作選1 おそ松くん』である。このほか「コミックパーク」にて小学館「赤塚不二夫大全集」より購入可能（講談社版を底本とした全34巻および『最新版おそ松くん』全2巻）。
収録作が多い順に曙版、講談社版、竹書房版はサンデー掲載分は完全収録されてはいるものの、いずれも未収録の作品がある（小学館の学年誌・小学館ブック・週刊少年キング掲載分の一部や『ボーイズライフ』1966年7月号掲載分「コミックボンボン」連載の最新版の後期作品など）。なお、キング版は最初の曙版では全話が収録されたものの、後に発売された講談社版には人体の欠損、切断シーンの多い3話分が間引かれている。
竹書房は1995年頃、『天才バカボン』や『もーれつア太郎』の文庫が好評だったことから、本作の文庫化も行われたものの、売れ行きが悪く第1回配本の7巻で刊行が打ち切られてしまったが、2004年に完全版として再刊行し、全22巻を刊行しきった。完全版は作品は一貫して白黒（第1回では最初の話のみカラー）で、ラストの特集ページは時事ネタを扱った「おそ松くん歳時記」から、様々なデータを紹介する「ハッスル通信」に変更した。
なお講談社版と竹書房版に収録された作品のサブタイトルは、曙版より引用しているが、差別用語などが入っている、時事ネタが含まれている、菊タブーに値する物などで改題されたものもある。完全版を謳ってはいるものの、小学館の学年誌掲載分・『小学館ブック』・『カン太郎』からの5作は省かれ、また、過激な描写が多いキング版は「リバイバル版チビ太の金庫破り」を含めた19話分しか収録しておらず、ボーイズライフ掲載作品は既に単行本収録された6作を、第18巻・第21巻・第22巻に2作に分けて収録した。
eBookJapanから配信されている電子書籍版全34巻では、これまで未収録だった『コミックボンボン』『テレビマガジン』掲載分全てに加え、少年キング版全話、ボーイズライフ掲載話、小学館ブック掲載話、月刊少年ジャンプ（1976年8月号）掲載『帰ってきたおそ松くん』が収録された。その一方、小学館の学年誌掲載の作品は未収録である。また『カン太郎』版は、同社から配信されている電子書籍版『カン太郎』に収録されている。
電子書籍版のレイアウト・サブタイトル・台詞は講談社版より引用しているが、講談社版で間引かれた少年キング連載3本は曙版より流用、また「大スター 演技の勉強」は差別用語付きで曙版そのまま掲載されている。
また、ソフトガレージから『なのだ!?天才バカボン』に続く第2弾として、『なのだ!?天才バカボン』最終巻(第10巻)の最終ページで、本作と『もーれつア太郎』の刊行が予定されていたものの、実現には至らなかった。
なお、連載第1、2回は単行本の際にコマ割が編集されており、編集前のバージョンは竹書房版（95年版、04年版共通）ソニー版の電子書籍に収録されている。
また、2018年に出版された『コアでいいのだ! 赤塚不二夫』では原画の状態で「せいぞろいスモッグ一家の巻」「チビ太はおでんがきらい？」の2作品を読むことができる。

### 選集
- 『かわいいおそ松くん』 2016年2月25日発売、ISBN 978-4-253-24373-5
- 『かわいいおそ松くん 第2弾』　2017年10月27日発売、ISBN 978-4-253-24377-3

2016年2月25日にはアニメ『おそ松さん』のヒットに伴い、秋田書店からコンビニエンスストア限定コミック『かわいいおそ松くん』が発売（税込500円）、「週刊少年サンデー」作品を中心に（「少年キング」版は未収録）、電子書籍版に収録された「BAD MAN」（『バットマン』のパロディ）や、「コミックボンボン」「テレビマガジン」掲載話、曙版、講談社版のみに収録された学年誌掲載話3本を収録している。その後2017年10月27日には『おそ松さん』第2期放送に伴い、同社から『かわいいおそ松くん』第2弾を発売（値段同じ。また第1弾も再発売）。「サンデー」作品の他、「コミックボンボン」から「スパーク!! トト子ちゃんの巻」、そして電子書籍版には未収録の学年誌・「小学館ブック」作品から一部を収録。この他『ハタ坊とワンペイ』、『不二夫のワルワルワールド』、そして『ア太郎』と『アッコ』から『おそ松』キャラクターがゲスト出演した作品を収録している。
- 『おそ松くん ベスト・セレクション』 2016年4月6日発売、ISBN 978-4-480-43359-6

筑摩書房のちくま文庫より刊行。解説は赤塚の実娘である赤塚りえ子が執筆している。
- 『ひらがなおそまつくん』 2021年5月24日発売、ISBN 978-4-8019-2683-7

2021年5月24日（六つ子の誕生日）には、学年別学習雑誌「幼稚園」「小学一年生」「小学二年生」に発表されたエピソード全29話を完全復刻した『ひらがなおそまつくん』が竹書房より発売。1966年から1967年にかけて『おそまつくん』（※ひらがな表記）のタイトルで連載された幼年・低学年版が、半世紀以上の時を経て初単行本化となった。それぞれの雑誌別に、初出掲載順に収録され、当時のカラーページも再現されている。巻末解説（松木健也）によれば、フジオ・プロダクションには原画や印刷物が20話分しか保存されておらず、残りの9話分は国際こども図書館収蔵の掲載雑誌から復刻・補完したという。

## アニメ

### 第1作 (1966年)

#### 概要
アニメ版の第1作にあたる『おそ松くん』は、1966年2月5日から1967年3月4日まで放送された。毎日放送とチルドレンズ・コーナーとスタジオ・ゼロが制作し、NETテレビ系列で放送された。毎日放送のテレビアニメ製作初参入作品にして、在阪局初の自社製作テレビアニメでもある。また、赤塚アニメで在阪局製作の作品は『天才バカボン（第1作）』（読売テレビ製作・日本テレビ系）と本作のみである。

#### 制作
アニメーション制作には、当時の掲載誌から全バックナンバーの写しを作成し、7000枚の原画トレースによって仕上げる手法を採用した。また、本作は脚本家が存在せず、アニメーターが原画の中から直接「これは」と思うものを選び出し、赤塚不二夫も参加するアイデア会議で直接絵コンテを描きおこすという独特の手法が採用されている。
イヤミ役の小林恭治は、他作品で小林が披露した「シェー」の声を気に入った赤塚の指名によってキャスティングされた。
赤塚不二夫のアシスタントだった長谷邦夫によれば、チルドレンズコーナーは元々ニュースフィルムの会社で、アニメ未経験の新人アニメーターが制作したため、原作者の赤塚は出来上がりに不満を漏らしていた。シリーズ後半では一部制作をスタジオ・ゼロが担当するようになり、赤塚側の提案で「チビ太の金庫破り」を二部にわけることで30分1話として制作、局の同意を得て放送した。

#### 内容
基本的には2話1回形式であるが、第39回から先述の「金庫破り」を始めとする前後編が3回放送、またAパートのみ新作でBパートは再放送という形式も増える。そしてラスト3回は前後編3本の再放送となる。
概ね原作に忠実ではあるが、第11話（原作「びっくり六つ子が一ダース」）では6つ子ロボットを作った科学者がイヤミに変更、第56話（原作「十円もらって産業スパイだ」）では三流自動車会社の社員がイヤミとチビ太、自動車発表会の司会者がダヨーンにそれぞれ変更するなど、原作のキャラクターをレギュラーキャラクターに変更したり、キャラクターを追加するということもあった。また第52話（原作同じ）では全員試合に出場して負傷し、トト子は「兄（ファイティング弱井）は仮病だった」と謝罪する、第81話（原作「花がさいたかだれのもの」）では原作での「松野家とイヤミ・チビ太の家の間に建てた塀に、イヤミが広告を貼り付けて一儲けする」という場面が無くなるなど、原作のオチを改編したり省いたりすることもある。
また、第79・80・91・94・97・99・100・101・102話の計9話は『おそ松』ではなく『カン太郎』が原作で、第94話のように『おそ松』キャラクターを追加するか、あるいはそのままの内容でアニメ化するかのどちらかとなった（アニメ末期に6つ子が登場しない話が出たのはそのため）。

#### フィルムの紛失と再発見
第1作は1960年代末期から1970年代初頭まで東京12チャンネル（現:テレビ東京）で再放送（そのさいOPは無し、EDは東京12チャンネル独自に製作したED画面に本放送当時のED曲を流していた）されたことはあったが、以後はほとんど再放送されず、その後フィルムも行方不明となっていた。1990年に毎日放送の千里丘スタジオにあるフィルム保管倉庫から『ファイトだ!!ピュー太』『かみなり坊やピッカリ・ビー』と共に発見され（当時、千里丘から茶屋町への本社移転を控えており、そのために倉庫の整理を行っていた）、開局40周年記念のVHSビデオ「レトロアニメ劇場1 おそ松くん」として発売、関西ローカルで再放送もされた。また、おそ松役の加藤みどりを始めとする声優陣に加え赤塚不二夫がVTR出演し、タモリと明石家さんまが赤塚不二夫作品とその人柄を語るMBS金曜スペシャル「シェー・元祖おそ松くんの特番ざんす」（1990年9月7日）という特別番組が組まれた。
2002年にはCSのTBSチャンネルで再放送が行われた。当時毎日放送はNETテレビ（現:テレビ朝日）とネットを組んでいた（いわゆる腸捻転解消前）ため、TBSテレビ（腸捻転解消後の毎日放送ネット系列）では本放送が放送されていなかった。

#### ビデオソフト
1990年に上述の毎日放送開局40周年記念のVHS「レトロアニメ劇場1 おそ松くん」がビクター音楽産業から発売された。2001年、パイオニアLDCより全話DVD化された。特典映像を加え4枚組セット全3巻を発売。2002年から2003年にかけて単品でも発売された。2002年に、再びビクター音楽産業からVHSが発売。内容は上記のDVDの同じである。2006年、スバックより500円DVDとして発売、翌年3月までに6万5千本を売り上げた。2016年9月2日、赤塚不二夫生誕80周年記念としてハピネットより『おそ松くん－オリジナル版－』全6巻のDVDが発売された。

#### キャスト（第1作）
- おそ松、ハタ坊 - 加藤みどり（二役）
- カラ松 - 鈴木恵美子→山本圭子[注 22]、白石冬美〈代役〉
- チョロ松 - 鈴木恵美子→山本圭子
- 一松、トド松 - 北浜晴子（二役）
- 十四松 - 東美枝
- トト子 - 白石冬美（第5話、第10話-第41話、第63話-最終話）[注 23]、沢田和子（第8話、第53話 - 第56話）[注 24]
- イヤミ - 小林恭治
- チビ太 - 田上和枝（第1話-第50話）→水垣洋子（第51話 - 第76話、第79話 - 第82話、第85話 - 第86話、第96話 - 第97話）→沢田和子（第77話 - 第78話、第83話 - 第84話、第87話 - 第95話、第98話 - 最終話）[注 25]
- かあさん - 麻生みつ子（第1話 - 第49話）→近藤高子（第51話 - 最終話）
- とうさん - 八奈見乗児（第1話 - 第49話）→小林恭治（第55話 - 第60話）→鈴木泰明（第61話 - 最終話）
- デカパン - 神山卓三→和久井節緒
- ダヨーン - 神山卓三（第1話）→大竹宏（第4話 - 最終話）
- モグラ - 中村正
- その他 - 中野宏、北川麻理、増岡弘、日笠浦一、森川久美子、有本欽隆、北山年夫、小宮山清、島田彰、近石真介、中島元他

#### スタッフ（第1作）
- 原作・監修 - 赤塚不二夫
- 脚色・絵コンテ - 鈴木伸一、永沢詢、広田清、北川今、於田次郎、藤正紀、関龍二、高木厚 他
- 作画演出 - 宮沢一夫、クニトシロウ、鈴木伸一 他
- 美術 - 児玉喬夫、半藤克美
- 音楽 - 渡辺浦人（第50話まで）→三保敬太郎（第51話から）
- 撮影 - 高橋宏固 他
- オーディオ演出 - 松下秀民、川瀬絢一郎
- 協力 - 俳協、現代劇場（クレジット上ではその他）
- 製作担当 - 上野壽夫
- 制作 - 山本善次郎
- 演出チーフ - 永沢詢
- 企画制作 - 毎日放送、チルドレンズ・コーナー、スタジオ・ゼロ（第51話から）

#### 主題歌（第1作）
1度だけ変更がされているが、いずれも作者である赤塚不二夫自ら作詞を手がけている。
「おそ松くんのうた」（第1話 - 第50話）
作詞 - 赤塚不二夫 / 作曲 - 渡辺浦人 / 唄 - 6つ子（加藤みどり、山本圭子、北浜晴子、東美江）、イヤミ（小林恭治）、チビ太（田上和枝）　セリフ - 松代（麻生みつ子）
オープニングは1番と2番を歌い、エンディングでは3番を歌った。
映像に出てくるレースカーは、『週刊少年サンデー』1966年4号に掲載された特集記事「さんざんイヤミ作戦」に登場したもので、第85話「グランプリ全滅レース」は同記事に掲載された漫画が原作になっている。
「おそ松くんのうた2」（第51話 - 最終話）
作詞 - 赤塚不二夫 / 作曲 - 三保敬太郎 / 唄 - 藤田まこと
エンディングではAメロを省いたインストルメンタルを使用。

#### 各話リスト（第1作）
| 回 | 話数 | サブタイトル                     | 脚色           | 演出           | 放送日          |
| -- | ---- | -------------------------------- | -------------- | -------------- | --------------- |
| 1  | 1    | るすばんは犬にまかせろ           |                |                | 1966年 2月5日   |
| 1  | 2    | こじきロボット                   |                |                | 1966年 2月5日   |
| 2  | 3    | 井矢見のつり堀                   |                |                | 2月12日         |
| 2  | 4    | 40人の盗賊                       |                |                | 2月12日         |
| 3  | 5    | チビ太ののらねこ作戦             |                |                | 2月19日         |
| 3  | 6    | 空からきたドロボウ               |                |                | 2月19日         |
| 4  | 7    | お手伝いロボット                 |                |                | 2月26日         |
| 4  | 8    | 井矢見のクリーニング屋           |                |                | 2月26日         |
| 5  | 9    | 近道はこちら                     |                |                | 3月5日          |
| 5  | 10   | ビロ〜ンと笑って100万円！        |                |                | 3月5日          |
| 6  | 11   | ねらわれたおそ松                 |                |                | 3月12日         |
| 6  | 12   | チビ太の三四郎                   |                |                | 3月12日         |
| 7  | 13   | 魔法のヤカン                     |                |                | 3月19日         |
| 7  | 14   | 怒れ！スーパーマン               |                |                | 3月19日         |
| 8  | 15   | 帽子をとったらハイそれまでよ     |                |                | 3月26日         |
| 8  | 16   | いのしし狩り                     |                |                | 3月26日         |
| 9  | 17   | イヤミの歯医者                   |                |                | 4月2日          |
| 9  | 18   | ぼうふらちゃんの仇を討て！       |                |                | 4月2日          |
| 10 | 19   | ぼくはジャイアントチビ太！       |                |                | 4月9日          |
| 10 | 20   | 逆襲！ペペン作戦                 |                |                | 4月9日          |
| 11 | 21   | 養子になったおそ松くん           |                |                | 4月16日         |
| 11 | 22   | チビ太の透明人間                 |                |                | 4月16日         |
| 12 | 23   | ひっこしてきたカワイコちゃん     |                |                | 4月23日         |
| 12 | 24   | 大あばれスモッグ一家             |                |                | 4月23日         |
| 13 | 25   | オツムの実験ぜったい反対!!       |                |                | 4月30日         |
| 13 | 26   | イヤミのデザイナー               |                |                | 4月30日         |
| 14 | 27   | 忍法イヤミ流                     |                |                | 5月7日          |
| 14 | 28   | クラス委員長はケケおれだい！     |                |                | 5月7日          |
| 15 | 29   | イヌになった？チビ太             |                |                | 5月14日         |
| 15 | 30   | あやしい転校生                   |                |                | 5月14日         |
| 16 | 31   | タイムマシンで石器時代へ         |                |                | 5月21日         |
| 16 | 32   | がらくた作戦                     |                |                | 5月21日         |
| 17 | 33   | チカ子ちゃんとチビ太             | 熊川正雄       | 永沢詢         | 5月28日         |
| 17 | 34   | ねてる子を起すな                 | 田抜こうじ     | 田抜こうじ     | 5月28日         |
| 18 | 35   | あやしき？プレゼント             | 水上キヨシ     | 熊川正雄       | 6月4日          |
| 18 | 36   | 虫歯のことならドクトル・チビ太へ | 田抜こうじ     | 密山草         | 6月4日          |
| 19 | 37   | チビ太はイイコか？               | 段野原一郎     | 段野原一郎     | 6月11日         |
| 19 | 38   | チビ太のガールフレンド           | 於田次郎       | 於田次郎       | 6月11日         |
| 20 | 39   | いやみなイヤミなお客さん         | 泰泉寺博       | 久保田彰三     | 6月18日         |
| 20 | 40   | チビ太のマドロス                 | 熊川正雄       | 熊川正雄       | 6月18日         |
| 21 | 41   | イヤミのオフランス軒             | 於田次郎       | 熊川正雄       | 6月25日         |
| 21 | 42   | 家出したお父さん                 | 密山草         | 密山草         | 6月25日         |
| 22 | 43   | イヤミのダイヤモンドいれ歯       | 熊川正雄       | 熊川正雄       | 7月2日          |
| 22 | 44   | 進め!!ネコ部隊                   | クニ・トシロー | クニ・トシロー | 7月2日          |
| 23 | 45   | イカレた九官鳥                   | 泰泉寺博       | 久保田彰三     | 7月9日          |
| 23 | 46   | チビ太の子守歌                   | 熊川正雄       | 熊川正雄       | 7月9日          |
| 24 | 47   | ポンコツ逃亡者をつかまえろ！     | 密山草         | 密山草         | 7月16日         |
| 24 | 48   | ぼくお金持ちだジョー             | 密山草         | 密山草         | 7月16日         |
| 25 | 49   | スーパーケチのおじいさん         | 熊川正雄       | 萩村純忠       | 7月23日         |
| 25 | 50   | ほえほえ山のぼり                 | 萩村純忠       | 熊川正雄       | 7月23日         |
| 26 | 51   | おフランス式占い機               | 鈴木アヤ       | クニ・トシロウ | 7月30日         |
| 26 | 52   | なんでもやるよ6回戦              | 藤公之助       | 永沢まこと     | 7月30日         |
| 27 | 53   | お父さんのロボット作戦           | クニ・トシロウ | クニ・トシロウ | 8月6日          |
| 27 | 54   | おいだせ！うそつき二人組         | 熊川正雄       | 熊川正雄       | 8月6日          |
| 28 | 55   | おんぼろキャンプ騒動             | 熊川正雄       | 熊川正雄       | 8月13日         |
| 28 | 56   | ガードマンだぞ！おそ松くん       | 密山草         | 上野寿夫       | 8月13日         |
| 29 | 57   | 七人になった六つ子               | 藤正紀         | 高木厚         | 8月20日         |
| 29 | 58   | うりこみ合戦                     | 関龍二         | 高木厚         | 8月20日         |
| 30 | 59   | それいけクマ松                   | 鈴木伸一       | 秦泉寺博       | 8月27日         |
| 30 | 60   | チビ太がペットだす               | 広田清         | 牧治           | 8月27日         |
| 31 | 61   | ゴロニャンお天気博士             | 秦泉寺博       | 秦泉寺博       | 9月3日          |
| 31 | 62   | ひとりぼっちのカバ太郎           | 秦泉寺博       | 秦泉寺博       | 9月3日          |
| 32 | 63   | ほんとのこというな               | 鈴木アヤ       | 密山草         | 9月10日         |
| 32 | 64   | 10万円の怪電話                   | 広田清         | 牧治           | 9月10日         |
| 33 | 65   | イヤミのインチキ海の家           | 熊川正雄       | 熊川正雄       | 9月17日         |
| 33 | 66   | チビ太の大サーカス               | 関龍二         | 上野寿夫       | 9月17日         |
| 34 | 67   | チビ太の綱わたり                 | 鈴木アヤ       | 密山草         | 9月24日         |
| 34 | 68   | おそ松はわるい子                 | 広田清         | 牧治           | 9月24日         |
| 35 | 69   | わんぱくワン公キライッ！         | 藤正紀         | 高木厚         | 10月1日         |
| 35 | 70   | 泣く子もだまるアリ部隊           | 関龍二         | 高木厚         | 10月1日         |
| 36 | 71   | おでんノイローゼチビ太           | 藤正紀         | 上野寿夫       | 10月8日         |
| 36 | 72   | タヌキをだませ！                 | 藤正紀         | 高木厚         | 10月8日         |
| 37 | 73   | パパ、タバコやめなさい           | 鈴木アヤ       | 藤井農一       | 10月15日        |
| 37 | 74   | チビ太空をいく                   | 広田清         | 秦泉寺博       | 10月15日        |
| 38 | 75   | チビ太だけが親孝行               | 松下秀民       | 上野寿夫       | 10月22日        |
| 38 | 76   | ゴルフ高くつくジョー             | 広田清         | 秦泉寺博       | 10月22日        |
| 39 | 77   | デカパン杯いじわる大競馬 その1   | 鈴木アヤ       | 牧治           | 10月29日        |
| 39 | 78   | デカパン杯いじわる大競馬 その2   | 鈴木アヤ       | 牧治           | 10月29日        |
| 40 | 79   | 自動車レース一等だジョー         | 広田清         | 秦泉寺博       | 11月5日         |
| 40 | 80   | チビ太の動物園エサ係             | 広田清         | 秦泉寺博       | 11月5日         |
| 41 | 81   | 花よりけんか                     | 広田清         | 上野寿夫       | 11月12日        |
| 41 | 82   | ゆうかいされた？おそ松くん       | 長谷邦夫       | 秦泉寺博       | 11月12日        |
| 42 | 83   | 金庫破りはやめた！その1          | 萩村純忠       | 萩村純忠       | 11月19日        |
| 42 | 84   | 金庫破りはやめた！その2          | 萩村純忠       | 萩村純忠       | 11月19日        |
| 43 | 85   | グランプリ全滅レース             | 鈴木アヤ       | 熊川正雄       | 11月26日        |
| 43 | 86   | チビ太の親さがし                 | 永沢まこと     | 永沢まこと     | 11月26日        |
| 44 | 87   | タダでスキーをしよう その1       | 熊川正雄       | 熊川正雄       | 12月3日         |
| 44 | 88   | タダでスキーをしよう その2       | 熊川正雄       | 熊川正雄       | 12月3日         |
| 45 | 89   | わしのボーナスをかえせ！         | 広田清         | 秦泉寺博       | 12月10日        |
| 45 | 90   | ケケッぼくは名探偵               | 北川今         | 牧治           | 1967年 2月4日   |
| 46 | 91   | 放火魔はオデンが好き             | 広田清         | 広田清         | 1966年 12月17日 |
| 46 | 92   | けんかロボット大暴れ             | 三松三田       | 上野寿夫       | 1966年 12月17日 |
| 47 | 93   | クリスマスきびしいザンス         | 関龍二         | 熊川正雄       | 12月24日        |
| 47 | 94   | おつむのかがやき世界一           | 藤正紀         | 牧治           | 1967年 2月11日  |
| 48 | 95   | クマの親子ご案内                 | 藤正紀         | 上野寿夫       | 1966年 12月31日 |
| 48 | 96   | デカパンオリンピック             | 広田清         | 広田清         | 1966年 12月31日 |
| 49 | 97   | トト子ちゃんの年賀状             | 広田清         | 広田清         | 1967年 1月7日   |
| 49 | 98   | モモから生れたチビ太郎           | 北川今         | 於田次郎       | 2月25日         |
| 50 | 99   | スキーもおフランス式             | 松下秀民       | 上野寿夫       | 1月14日         |
| 50 | 100  | 魔法のランプはもういらない       | 広田清         | 秦泉寺博       | 1月14日         |
| 51 | 101  | オニババこわーい                 | 鈴木アヤ       | 藤井農一       | 1月21日         |
| 51 | 102  | チビ太ジャングルへ行く           | 鈴木アヤ       | 藤井農一       | 2月18日         |
| 52 | 103  | 空から突撃ケケケッ               | 藤正紀         | 広田清         | 3月4日          |
| 52 | 104  | 特別番組・これが六つ子だ         | 広田清         | 於田次郎       | 3月4日          |

#### 放送局（第1作）
放送系列は放送当時のもの。
| 放送地域   | 放送局           | 放送系列                                    | 放送時間                                                                  | 備考                                                                                               |
| ---------- | ---------------- | ------------------------------------------- | ------------------------------------------------------------------------- | -------------------------------------------------------------------------------------------------- |
| 近畿広域圏 | 毎日放送         | NETテレビ系列                               | 土曜 19:30 - 20:00                                                        | 製作局                                                                                             |
| 関東広域圏 | NETテレビ        | NETテレビ系列                               | 土曜 19:30 - 20:00                                                        | 現・テレビ朝日                                                                                     |
| 福岡県     | 九州朝日放送     | NETテレビ系列                               | 土曜 19:30 - 20:00                                                        | |
| 北海道     | 北海道放送       | TBS系列                                     | 金曜 18:00 - 18:30                                                        | |
| 青森県     | 青森放送         | 日本テレビ系列                              | 水曜 18:00 - 18:30                                                        | |
| 岩手県     | 岩手放送         | TBS系列                                     | 木曜 18:00 - 18:30（1966年9月まで） 木曜 17:30 - 18:00（1966年10月）      | 現・IBC岩手放送                                                                                    |
| 宮城県     | 東北放送         | TBS系列                                     | 火曜 18:00 - 18:30（1966年10月まで） 火曜 17:30 - 18:00（1966年11月より） | |
| 秋田県     | 秋田放送         | 日本テレビ系列                              | 水曜 17:28 - 17:58                                                        | |
| 山形県     | 山形放送         | 日本テレビ系列                              | 火曜 17:30 - 18:00                                                        | 本放送終了後に山形テレビでも放送                                                                   |
| 福島県     | 福島テレビ       | 日本テレビ系列                              | 日曜 17:15 - 17:45                                                        | |
| 新潟県     | 新潟放送         | TBS系列                                     | 金曜 17:15 - 17:45                                                        | |
| 富山県     | 北日本放送       | 日本テレビ系列                              | 水曜 17:35 - 18:05                                                        | 1966年4月13日よりネット開始                                                                        |
| 石川県     | 北陸放送         | TBS系列                                     | 木曜 18:00 - 18:30                                                        | |
| 福井県     | 福井放送         | 日本テレビ系列                              | 木曜 18:00 - 18:30                                                        | |
| 山梨県     | 山梨放送         | 日本テレビ系列                              | 土曜 18:15 - 18:45                                                        | |
| 長野県     | 信越放送         | TBS系列                                     | 木曜 18:00 - 18:30                                                        | |
| 静岡県     | 静岡放送         | TBS系列                                     | 金曜 17:00 - 17:30                                                        | |
| 中京広域圏 | 名古屋放送       | 日本テレビ系列 NETテレビ系列                | 土曜 18:00 - 18:30                                                        | 現・名古屋テレビ（メ〜テレ）                                                                       |
| 鳥取県     | 日本海テレビ     | 日本テレビ系列 フジテレビ系列               | 土曜 18:15 - 18:45                                                        | 当時の放送免許は鳥取県のみで、相互乗り入れ後は日本テレビ系列一本化。現在のフジ系列は山陰中央テレビ |
| 島根県     | 山陰放送         | TBS系列                                     | 金曜 18:00 - 18:30                                                        | 当時の放送免許は島根県のみ                                                                         |
| 広島県     | ラジオ中国テレビ | TBS系列                                     | 月曜 18:00 - 18:30                                                        | 現・中国放送 広島ホームテレビ開局後の1972年にも再放送を実施                                        |
| 山口県     | 山口放送         | 日本テレビ系列                              | 日曜 18:15 - 18:45                                                        | |
| 徳島県     | 四国放送         | 日本テレビ系列                              | 水曜 18:15 - 18:45                                                        | |
| 香川県     | 西日本放送       | 日本テレビ系列                              | 火曜 18:15 - 18:45                                                        | 当時の放送免許は香川県のみ                                                                         |
| 愛媛県     | 南海放送         | 日本テレビ系列                              | 土曜 18:00 - 18:30                                                        | |
| 高知県     | 高知放送         | 日本テレビ系列                              | 日曜 9:00 - 9:30                                                          | |
| 大分県     | 大分放送         | TBS系列                                     |                                                                           | |
| 宮崎県     | 宮崎放送         | TBS系列                                     |                                                                           | |
| 鹿児島県   | 鹿児島テレビ     | 日本テレビ系列 フジテレビ系列 NETテレビ系列 |                                                                           | 本放送終了後に放送。                                                                               |
| 琉球政府   | 沖縄テレビ       | フジテレビ系列                              | 日曜 12:45 - 13:15 月曜 19:30 - 20:00（1966年9月時点）                    | |

### 第2作 (1988年)

#### 概要
1988年2月13日から1989年12月30日までフジテレビ系列で放送。制作はスタジオぴえろが担当した。表題は『おそ松くん』であるが、旧作と区別するために『新・おそ松くん』『平成のおそ松くん』と呼ばれることがある。

#### 制作
『ハクション大魔王』『タイムボカンシリーズ』など長くギャグアニメを手掛けてきたタツノコプロ系の流れを継ぐスタジオぴえろがこの作品で初めて赤塚アニメの制作に携わった。また、シュールなコメディを得意とする浦沢義雄が脚本家の一人として参加した。
基本的にスタッフは前作から大半が交代しているが、前作で撮影を担当した高橋宏固は、本作では撮影監督を担当している。

#### キャスティング
おそ松役は前作で声優を務めた加藤みどりから井上瑶に交代し、6つ子役の声優陣は前作同様全員女性で、カラ松、一松、十四松を演じた声優たちは他の役も掛け持ちしているため、ハタ坊、トト子、かあさんの出番がある時は、エンディングのクレジットに名前が表示されない。
チビ太役を演じた田中真弓は、今まで数多くのキャラクターを演じてきた中でも特に彼を気に入っている。イヤミ役を演じた肝付兼太はこの役のオーディションを受ける際、「10年前にこの役をやれたらもっとテンションを上げられたのに」と思っていた。それでも収録が終わると「今日は毛細血管が7本切れた」というくらいテンション高く演じていた。

#### 内容
原作漫画やアニメ第1作では「日常回」での舞台（すなわち松野一家の住む街）名称は語られていなかったが、第2作では「赤塚台」と命名されている。
本作の製作に関しては布川ゆうじがフジオ・プロダクションに交渉に行き、近くの焼肉店にて泥酔状態の赤塚に話を持ちかけたら、その場で了承を得たことがきっかけと述べている。赤塚からも「好きなようにギャグを入れてください」と言われた。その後も高視聴率を記録した時には赤塚は「アニメが当たったのは、俺が何も口出ししなかったからだ！」と述べたという。
原作漫画のアレンジが少なかった第1作に比べ第2作ではアレンジされているものが多い。第31話「花の精にはごりごりザンス!」（原作「チビ太の花のいのち」）は時代設定を現代から江戸時代に変更、第17話「ハタ坊、勇気を出す」（原作「ハタ坊勇気をだす」）ではハタ坊を脅す悪役をイヤミが演じている。トト子、デカパン、ダヨーン、ハタ坊のサブキャラクターが毎回なんらかの役で出演しているが、このために原作でモブキャラクターが演じている役を割り振ったり、オリジナルエピソードを付け加えている。第52話「正しいイヤミはめいわくダス」（原作「ウソ発見爆弾だス」）では原作に登場しない婦人警官をトト子、戦車部隊を六つ子が演じている。第68話「イヤミのインチキ海の家!」は原作の「かわいそうなのはとうちゃんでござい」「潮干狩りならドブの中」「イヤミとサメとゴムボート」の3話のエピソードをあわせて構成している。オリジナル回では第46話「ねっけつ!チビ太刑事ザンス」が『アンタッチャブル』、第74話「探偵イヤミ対怪人ダヨン面相」が『怪人二十面相』など有名作をモチーフにしたものがあった。『西遊記』をモチーフにした第64話「ちびざるチビ太の大冒険！」と第65話「トト子のわがままオシャカ様」は1週では収まりきらず、唯一の2週またぎ作品となった。
ファンの間で人気の高かった「チビ太の金庫破り」はほぼ『少年キング』版原作に沿ってアニメ化され、赤塚不二夫公式サイトでは音声を削除したダイジェスト動画が公開されている。また2022年6月25日から同年7月8日まで、StudioぴえろがYouTubeに設立した「Studioぴえろ公式チャンネル」から期間限定で無料配信された。
全体的な特徴として放送当時（1988年）の流行を取り入れていることが挙げられ、例えばイヤミが光GENJIのファンだという設定があったり、トト子がのりピー語をしゃべる場面がある。また、第41話「摩天楼のホワイトクリスマス」では、ホテルに遅れた「フランク・ハタボー」の代役としてホテルのボーイ役である六つ子が光GENJI流のローラースケートを履いたパフォーマンスを披露するも失敗して大ブーイングを食らい、その後歌手志望のトト子がイヤミの伴奏と共に松田聖子の「スイートメモリーズ」を歌う場面がある。他にも第80話「イヤミの冬ごもり作戦ザンス」では当時ブレイク中のウッチャンナンチャンが登場している（声優は本人ではない）。
キャラクター面での特徴としては、イヤミとチビ太が主役同然となっており、特にイヤミの存在感は大きなものとなっている。アニメ本編の内容もさることながら、主題歌・次回予告においてもイヤミの個性がより大きく取り上げられている。逆におそ松を除く6つ子たちはかなり脇役の位置にされている。また、キャラクターデザインや演出は初期は原作に近かったものの、後半はアニメ独自のキャラクターデザイン、演出になっている。

#### ミニコーナー
第2作ではエンディングの後にミニコーナーが設けられており、時期によって異なっていた。
第30話までの毎話にイヤミが「○○○は×××ざんすよ！シェー！」と叫ぶコーナーが設けられていた。当初は話に基づいた教訓などを述べていたが、第18話からは当時のプロ野球ネタやそれ以外のスポーツ選手ネタが増えていった。イヤミが「シェー！」と叫ぶシーンでは本作のロゴと「次回 お楽しみに」の文字テロップが表示されている。なお第1話のみ最後のBGMが異なっていた。
第31話から第61話までは、「みんなのシェーポーズコーナー」が設けられ、シェーをしている全キャラクターの上で、視聴者より寄せられた、シェーをしている写真が載せられた。その後、群馬テレビ・チバテレ・AbemaTVでの再放送、DVD-BOX版では「みんなのシェーポーズコーナー」はカットされ、代わりに第30話まで使用されたイヤミが「シェー！」と叫ぶシーン（「○○○は×××ざんすよ！」を削除したもの）の静止画に差し替えられている。
第62話以降は、チビ太が様々な事柄に文句を言う「今週のてやんでえバーローコーナー」が不定期に設けられていた。

#### アニメのみの登場人物
八頭 勝三（やつがしら かつみ）
声 - 千葉繁
アニメ版のオリジナルキャラクター。第21話にて本官さんの代わりに転勤してきた無精ひげのおまわりさんで、第23話で自己紹介をした。本官さんと同じ性格・声優ながらも、極度の人形好きでその人形を「カオルちゃん」と呼んでいる。人形を持って「ねぇ、カオルちゃん」「そうよ、そうよ」などと、独り言をたびたび言っており、腹話術バージョンとおままごとバージョンがある。人形を粗末にされると激怒し、第62話でおそ松らに人形を投げ返されたときには銃を乱射していた。また、第43話ではトト子にブ男呼ばわりされて激昂した。
40年後でも人形を持っている。モデルは『天才バカボン』などで描かれていた「オカマのカオルちゃん」というキャラクターで、人形の名前の由来にもなっている。髪型も43話などでは「オカマのカオルちゃん」同様のモヒカン刈りであるが丸坊主の時もある。

#### 他の赤塚作品との関係
次番組である『平成天才バカボン』は、本作品の製作スタッフの多数が参加しており、おそ松くんのキャラクターが時々出てくるほか、音楽についてはほぼ共用となっていた。さらには特別編として1991年10月に『バカボンおそ松のカレーをたずねて三千里』という両作品のキャラクターが競演するアニメーションも製作された。また、原作漫画には登場しないニャロメ・ケムンパス・べしやレレレのおじさんなど後の作品のキャラクターも出演している。また『カレーをたずねて三千里』は、『もーれつア太郎』のアニメ第2作（制作 - 東映動画）がテレビ朝日とその系列局で放送された後に発表されたため、ニャロメ・ケムンパス・べしは登場しなかった。

#### ソフト化・再放送
2003年にテレビシリーズがDVD-BOX化されており、テレビスペシャルの『あっぱれチビ太の鬼たいじザンス』および天才バカボンと共演した『バカボンおそ松のカレーをたずねて三千里』は、2011年4月に発売された『赤塚不二夫DVDコレクション』にて初めてDVD化された。
2000年代前半にCSチャンネルのキッズステーション、2005年ごろに同じくCSチャンネルのアニマックスで本作の再放送が行われた。また、2015年には赤塚の生誕80周年に伴い映像修復が施されたHDリマスター版が制作され、8月から群馬テレビ、11月からチバテレの独立U局で、2016年4月からはインターネットテレビ局のAbemaTV、2018年からはアニマックスでリマスター版の放送がそれぞれ行われている。

#### キャスト（第2作）
- おそ松（声 - 井上瑤）
- イヤミ（声 - 肝付兼太）
- チビ太（声 - 田中真弓）
- カラ松・ハタ坊（声 - 真柴摩利）
- チョロ松（声 - 松本梨香[注 30]）
- 一松・かあさん（声 - 横尾まり）
- 十四松・トト子（声 - 松井菜桜子）
- トド松（声 - 林原めぐみ）
- とうさん・ベシ（声 - 水鳥鉄夫） ※一時期、水島鉄夫と誤表記された。
- デカパン（声 - 大平透）
- ダヨーン（声 - 神山卓三、緒方賢一〈80-83話〉）
- ケムンパス（声 - 神山卓三）
- 本官さん・ニャロメ・おまわりさん（声 - 千葉繁）
- おでん屋のおやじ（声 - 神山卓三）
- その他 - 稲葉実、松尾貴司、荘司美代子、池田勝、阪脩、丸山裕子、広瀬正志、田の中勇、峰恵研、玄田哲章、坂本千夏、渕崎ゆり子、川村万梨阿、飯塚昭三、安西正弘、島田敏、鈴木勝美、京田尚子、菅原淳一、上田敏也、高宮俊介、西川幾雄、大滝進矢、福田信昭、麻上洋子、矢野陽子、神代智恵、田原アルノ、滝沢久美子、富田耕生

#### スタッフ (第2作)
- 原作 - 赤塚不二夫
- 製作 - 布川ゆうじ
- 企画 - 嶋村一夫（読売広告社）
- プロデューサー - 清水賢治（フジテレビ）、木村京太郎（読売広告社）
- アシスタントプロデューサー - 鈴木重裕
- キャラクターデザイン - 岸義之
- オープニング・エンディングアニメーション - 芝山努
- 美術監督 - 小林七郎 → 石津節子
- 撮影監督 - 高橋宏固
- 音響監督 - 水本完
- 音楽 - 本間勇輔
- 監督 - 鴫野彰
- 美術設定 - 加藤賢司
- 背景 - 小林プロダクション → スタジオじゃっく
- 編集 - 谷口肇、厨川治彦
- 効果 - 加藤昭二（アニメサウンドプロダクション）
- 制作デスク - 吉本聡→萩野賢
- 文芸進行 - 阪口和久
- 設定進行 - 水野和則
- 制作 - フジテレビ、読売広告社、スタジオぴえろ

#### 主題歌（第2作）
オープニングテーマ「正調おそ松節」
作詞 - 秋元康 / 作曲 - 見岳章 / 編曲 - 竜崎孝路 / 唄 - 細川たかし
歌詞はそれぞれ1番はサラリーマンの父親、2番は専業主婦の母親、3番は“バカ息子たち”についての内容となっている。
オープニング映像は、イヤミが走り去った6つ子たちに倒される映像が流れた後、イヤミが1番の歌詞に合わせてサラリーマンに扮するという演出がとられている。本作のオープニング映像は、2009年8月からTBSの『リンカーン』のオープニングでアレンジが施されたうえで使われた。イヤミ役は三村マサカズで、その他のレギュラー陣が6つ子を演じた。
エンディングテーマ「おそ松くん音頭」
作詞 - 森雪之丞 / 作曲 - 中山大三郎 / 編曲 - 竜崎孝路 / 唄 - 細川たかし
1番は「6つ子は服装やパーツを取り換えてもどれも同じ」という内容。当時は兄弟順が決められておらず後に『おそ松さん』で順番が決定されたが、そちらとはトド松と十四松の順番が逆になっている。2番は「イヤミやチビ太といったサブキャラクターたちのトレードマークを入れ替えたらめちゃくちゃになった」という内容であり、3番は2番の内容をさらにスケールアップさせたものになっている。
「おそ松くん音頭」というタイトルながらも、振り付けには「シェー！」のポーズが何度も見られる。

#### 各話リスト（第2作）
アイキャッチ
1話 - 65話
キャラクターの顔と目鼻口が入れ替わりを繰り返す演出がとられる。
【CM前】おそ松⇒イヤミ⇒チビ太⇒ダヨーン⇒トト子⇒チョロ松の順
【CM後】トド松⇒デカパン⇒ハタ坊⇒レレレのおじさん⇒本官さん⇒松造⇒松代⇒カラ松の順
66話 - 最終話
【CM前】モノクロ画面で屈伸しているチビ太を、イヤミがハンマーで殴るとチビ太が貯金箱のように崩れ、中から金銀財宝が出てきた。そしてイヤミが喜びのシェーをすると画面がカラーに変わるというもの。
【CM後】モノクロ画面で喫煙しているイヤミを、チビ太がハンマーで殴るとイヤミが崩れ、中から小さなイヤミが数人出てきた。そしてチビ太が驚きのシェーをすると画面がカラーに変わるというもの。
次回予告
大抵の回はオープニングのカラオケ版が流れ、登場人物が次回予告のナレーションを演じるが、第17話・第21話・第40話ではドラマ風になっている。
| 話数 | サブタイトル                       | 脚本                                | 絵コンテ                | 演出                    | 作画監督                          | 放送日         |
| ---- | ---------------------------------- | ----------------------------------- | ----------------------- | ----------------------- | --------------------------------- | -------------- |
| 1    | シェーッ！六つ子ザンス！           | 星山博之                            | 鴫野彰                  | 鴫野彰                  | 川端宏                            | 1988年 2月13日 |
| 2    | うらないは、こりごりザンス         | 浦沢義雄                            | うえだひでひと          | うえだひでひと          | アベ正己                          | 2月20日        |
| 3    | 天才イヤミの化け薬ザンス！         | 星山博之                            | 渡部高志                | 渡部高志                | 岸義之                            | 2月27日        |
| 4    | シェ〜ッ!!ミーはバレリーナ         | 浦沢義雄                            | 横田和善                | 熊坂礼次                | 山崎勝彦                          | 3月5日         |
| 5    | チビ太の恋はハナと散るダス         | 富田祐弘                            | うえだひでひと          | うえだひでひと          | 川端宏                            | 3月12日        |
| 6    | ナンマイダでもうけるザンス         | 照井啓司                            | 鴫野彰                  | 棚橋一徳                | 松田芳明                          | 3月19日        |
| 7    | チビ太はママになりました           | 星山博之                            | 渡部高志                | 渡部高志                | アベ正己                          | 3月26日        |
| 8    | 変身！チビ太のふしぎな帽子         | 丸尾みほ                            | うえだひでひと          | うえだひでひと          | 岸義之                            | 4月2日         |
| 9    | 古道具屋でボロもうけザンス         | 星山博之                            | 鴫野彰                  | 水野和則                | 三原武憲                          | 4月9日         |
| 10   | 地獄の死神セールスマン!!           | 照井啓司                            | 渡部高志                | 渡部高志                | 川端宏                            | 4月23日        |
| 11   | ヘイの中でもこりないイヤミ         | 丸尾みほ                            | 棚橋一徳                | 棚橋一徳                | 松田芳明                          | 4月30日        |
| 12   | 売れっ子小説家イヤミ大先生         | 星山博之                            | 西はじめ                | 玉野陽美                | アベ正己                          | 5月7日         |
| 13   | お城が隣に引っ越してきた！         | 浦沢義雄                            | うえだひでひと          | うえだひでひと          | 西城隆詞                          | 5月14日        |
| 14   | エイリアンをやっつけろ！           | 照井啓司                            | 渡部高志                | 渡部高志                | 岸義之                            | 5月21日        |
| 15   | 命の恩は高くつくザンス             | 丸尾みほ                            | 高橋資祐                | うえだひでひと          | 高橋資祐                          | 5月28日        |
| 16   | 節約？省エネ？ミニ六つ子！         | 星山博之                            | 鴫野彰                  | 棚橋一徳                | 松田芳明                          | 6月4日         |
| 17   | ハタ坊、勇気を出す                 | 浦沢義雄                            | 鴫野彰                  | 玉野陽美                | 川端宏                            | 6月11日        |
| 18   | チビ太の金庫やぶり                 | 富田祐弘                            | うえだひでひと          | うえだひでひと          | 渡辺章                            | 6月25日        |
| 19   | オツムの中味が入れかわる           | 照井啓司                            | 渡部高志                | 渡部高志                | 岸義之                            | 7月2日         |
| 20   | イヤミのアブナイ時計屋さん         | 浦沢義雄                            | うえだひでひと          | うえだひでひと          | アベ正己                          | 7月9日         |
| 21   | 友情!!チビ太とドロボウ猫           | 丸尾みほ                            | 玉野陽美                | 玉野陽美                | 川端宏                            | 7月23日        |
| 22   | チビ太はさすらいのガンマン         | 星山博之                            | 高橋資祐                | 鴫野彰                  | 高橋資祐                          | 7月30日        |
| 23   | 名探偵！ハタ坊だジョー             | 丸尾みほ                            | 渡部高志                | 渡部高志                | 渡辺章                            | 8月6日         |
| 24   | イヤミの体はバイキンだらけ         | 富田祐弘                            | うえだひでひと          | うえだひでひと          | 岸義之                            | 8月13日        |
| 25   | おでんの恨みは怖いザンス！         | 照井啓司                            | 鴫野彰                  | 水野和則                | アベ正己                          | 8月27日        |
| 26   | 父さんもタバコがやめられる         | 星山博之                            | 渡部高志                | 渡部高志                | 川端宏                            | 9月3日         |
| 27   | おとぎ話のデベソ島                 | 丸尾みほ                            | 高橋資祐                | 鴫野彰                  | 高橋資祐                          | 9月10日        |
| 28   | 野生のイヤミに気をつけろ！         | 浦沢義雄                            | うえだひでひと          | うえだひでひと          | 渡辺章                            | 9月17日        |
| 29   | 保険屋さんは命がけザンス！         | 照井啓司                            | 鴫野彰                  | 水野和則                | 岸義之                            | 10月1日        |
| 30   | 忍者チビ太、ただいま参上！         | 浦沢義雄                            | 横山広行                | 横山広行                | アベ正己                          | 10月8日        |
| 31   | 花の精にはこりごりザンス！         | 星山博之                            | 渡部高志                | 渡部高志                | 渡辺章                            | 10月15日       |
| 32   | トト子はアイドルNo.1ザンス         | 丸尾みほ                            | うえだひでひと          | うえだひでひと          | 川端宏                            | 10月22日       |
| 33   | 男の友情はあついザンス！           | 照井啓司                            | 高橋資祐                | 横山広行                | 高橋資祐                          | 10月29日       |
| 34   | 父さんは、父さんなんだぞ！         | 浦沢義雄                            | 鴫野彰                  | 水野和則                | 岸義之                            | 11月5日        |
| 35   | デカパン城のオテンバ姫！           | 富田祐弘                            | 渡部高志                | 渡部高志                | アベ正己                          | 11月12日       |
| 36   | 正義の味方はつらいザンス           | 星山博之                            | うえだひでひと          | うえだひでひと          | 川端宏                            | 11月19日       |
| 37   | チビ太の宝島                       | 鴫野彰                              | 鴫野彰                  | 鴫野彰                  | 山本哲也                          | 11月26日       |
| 38   | お年寄りをいたわるザンス！         | 照井啓司                            | 横山広行                | 横山広行                | 渡辺章                            | 12月3日        |
| 39   | 討ち入りには、ご用心ザンス         | 久島一仁                            | 高橋資祐                | 渡部高志                | 高橋資祐                          | 12月10日       |
| 40   | 子守りはつらい仕事ザンス           | 照井啓司                            | 水野和則                | 水野和則                | 川端宏                            | 12月17日       |
| 41   | 摩天楼のホワイトクリスマス         | 星山博之                            | 鴫野彰                  | 鴫野彰                  | 山本哲也                          | 12月24日       |
| SP   | あっぱれチビ太の鬼たいじザンス     | 浦沢義雄                            | 鴫野彰 渡部高志         | 鴫野彰                  | 二宮常雄                          | 12月31日       |
| 42   | イヤミのインチキ商売ザンス         | 浦沢義雄                            | うえだひでひと          | うえだひでひと          | アベ正己                          | 1989年 1月14日 |
| 43   | レースはズルして勝つザンス         | 静谷伊佐夫                          | 渡部高志                | 渡部高志                | 増谷三郎                          | 1月21日        |
| 44   | イヤミのデタラメ日本ザンス         | 星山博之                            | うえだひでひと          | うえだひでひと          | 須田裕美子                        | 1月28日        |
| 45   | スキー旅行はチビチイザンス         | 丸尾みほ                            | 横山広行                | 横山広行                | 三原武憲                          | 2月4日         |
| 46   | ねっけつ！チビ太刑事ザンス         | 阪口和久                            | 高橋資祐                | 鴫野彰                  | 高橋資祐                          | 2月11日        |
| 47   | 宝くじで大金持ちザンス！           | 星山博之                            | 水野和則                | 水野和則                | アベ正己                          | 2月18日        |
| 48   | ゼン寺修行で六つ子もよい子         | 丸尾みほ                            | 渡部高志                | 渡部高志                | 増谷三郎                          | 2月25日        |
| 49   | お巡りさんでいばるザンス！         | 照井啓司                            | うえだひでひと          | うえだひでひと          | 岸義之                            | 3月4日         |
| 50   | 恐竜たまごのオムレツザンス！       | 浦沢義雄                            | 横山広行                | 横山広行                | アベ正己                          | 3月11日        |
| 51   | 旅のハジはかきすてザンス！         | 丸尾みほ                            | 水野和則                | 水野和則                | 増谷三郎                          | 3月18日        |
| 52   | 正しいイヤミはめいわくダス         | 浦沢義雄                            | 渡部高志                | 河原祐二                | 須田裕美子                        | 3月25日        |
| 53   | ゴマすりゴルフで出世ザンス         | 星山博之                            | 高橋資祐                | 横山広行                | 高橋資祐                          | 4月1日         |
| 54   | イヤミさんの結婚式だジョー         | 照井啓司                            | うえだひでひと          | うえだひでひと          | 岸義之                            | 4月8日         |
| 55   | ドライブしたのがウンのつき         | 丸尾みほ                            | 香川豊                  | 青山弘                  | 野館誠一                          | 4月15日        |
| 56   | 大富豪チビ太さまザンス！           | 浦沢義雄                            | 鴫野彰                  | 横山広行                | 川端宏                            | 4月22日        |
| 57   | イヤミのヒコーキ野郎ザンス         | 照井啓司                            | 水野和則                | 水野和則                | 増谷三郎                          | 4月29日        |
| 58   | シェ〜！こずかい〔ママ〕毎日五万円 | 星山博之                            | 横山広行                | 横山広行                | 岸義之 川端宏                     | 5月6日         |
| 59   | ハタ坊は正義の味方だジョー         | 阪口和久                            | うえだひでひと          | うえだひでひと          | 二宮常雄                          | 5月13日        |
| 60   | 空とぶチビ太の仕返しザンス         | 照井啓司                            | 青山弘                  | 青山弘                  | 野館誠一                          | 5月20日        |
| 61   | おでんと初恋どちらがだいじ         | 丸尾みほ                            | 高橋資祐                | 横山広行                | 高橋資祐                          | 5月27日        |
| 62   | パパのボーナスどこいった？         | 廣岡豊                              | 水野和則                | 水野和則                | 増谷三郎                          | 6月3日         |
| 63   | ゾロゾロ六つ子が一ダース！         | 星山博之                            | 鴫野彰                  | 青山弘                  | 川端宏                            | 6月17日        |
| 64   | ちびざるチビ太の大冒険！           | 浦沢義雄                            | うえだひでひと          | うえだひでひと          | 岸義之                            | 6月24日        |
| 65   | トト子のわがままオシャカ様         | 浦沢義雄                            | 鴫野彰 水野和則         | 水野和則                | 川端宏                            | 7月1日         |
| 66   | イヤミの教師ビンビン物語!?         | 浦沢義雄                            | 横山広行                | 横山広行                | アベ正己                          | 7月15日        |
| 67   | チビ太の王子様はつらいよ           | 丸尾みほ                            | 高橋資祐                | 水野和則                | 高橋資祐                          | 7月22日        |
| 68   | イヤミのインチキ海の家！           | 廣岡豊                              | 鴫野彰                  | 鴫野彰                  | 増谷三郎                          | 7月29日        |
| 69   | 魔法を使って若がえるザンス         | 星山博之                            | 下田正美                | 鴫野彰                  | 下田正美                          | 8月19日        |
| 70   | ボクシングって痛いザンス！         | 照井啓司                            | うえだひでひと          | うえだひでひと          | 二宮常雄                          | 8月26日        |
| 71   | 母さんは天才セールスマン!?         | 星山博之                            | 水野和則                | 水野和則                | アベ正己                          | 9月2日         |
| 72   | みつばちチビ太のバイオリン         | 浦沢義雄                            | 鴫野彰                  | 鴫野彰                  | 岸義之                            | 9月9日         |
| 73   | トトコは天才なぞなぞ少女！         | 阪口和久                            | 高橋資祐                | 水野和則                | 高橋資祐                          | 9月16日        |
| 74   | 探偵イヤミ対怪人ダヨン面相         | 廣岡豊                              | うえだひでひと          | うえだひでひと          | 増谷三郎                          | 9月30日        |
| 75   | 四十年後のイヤミザンス！           | 星山博之                            | 鴫野彰                  | 水野和則                | 川端宏                            | 10月14日       |
| 76   | カメラの前でべろ〜んザンス         | 浦沢義雄                            | 鴫野彰                  | 佐藤博暉                | 岸義之                            | 10月21日       |
| 77   | おそうじロボのソージ君ダス         | 阪口和久                            | うえだひでひと          | うえだひでひと          | アベ正己                          | 10月28日       |
| 78   | 神さまお願いきいてチョ             | 照井啓司                            | 水野和則                | 水野和則                | 増谷三郎                          | 11月4日        |
| 79   | チビ太のまぶたの母ザンス           | 丸尾みほ                            | 鴫野彰                  | うえだひでひと          | 川端宏                            | 11月11日       |
| 80   | イヤミの冬ごもり作戦ザンス         | 浦沢義雄                            | 佐藤博暉                | 水野和則                | アベ正己                          | 11月18日       |
| 81   | ニセ医者でぼろもうけザンス         | 照井啓司                            | うえだひでひと          | うえだひでひと          | 増谷三郎                          | 11月25日       |
| 82   | 怖い夢は見たくないザンス！         | 浦沢義雄                            | 高橋資祐                | 横山広行                | 高橋資祐                          | 12月2日        |
| 83   | 怒ると怖いライオンザンス！         | 丸尾みほ                            | 水野和則                | 水野和則                | 川端宏                            | 12月9日        |
| 84   | ハタ坊の水戸黄門だジョー           | 星山博之                            | うえだひでひと          | うえだひでひと          | 増谷三郎                          | 12月16日       |
| 85   | また来たザンスよエイリアン         | 星山博之 浦沢義雄 照井啓司 阪口和久 | うえだひでひと 渡部高志 | うえだひでひと 渡部高志 | 川端宏 岸義之 増谷三郎 須田裕美子 | 12月23日       |
| 86   | イヤミの選挙必勝法ザンス           | 浦沢義雄                            | 水野和則                | 水野和則                | アベ正己                          | 12月30日       |

#### スペシャル あっぱれ!チビ太の鬼たいじザンス (1988年)
1988年12月31日（土曜）、1時間SP『おそ松くんスペシャル あっぱれ！チビ太の鬼たいじザンス』が放送された。放送時間は同日18:30 - 21:24に『テレビCM30年史』が編成されたため、17:00 - 18:00に繰り上げて放送された。
内容は日本昔話『桃太郎』のパロディだが、第1作で放送された「モモからうまれたチビ太郎」や、原作「ミュージカル桃太郎」（竹書房第12巻収録）とは異なり、スタッフによる完全なオリジナル作品で、『桃太郎』の世界に様々なお伽噺や名作童話がごちゃ混ぜにしているといった内容である。
オープニングやエンディングは通常版と同じだが、本作ではオープニングの前に怪しいチビ太（実はイヤミ）が淀川長治の口調で滅茶苦茶な解説をしたり、レギュラーキャラクターが全員桃太郎に扮するといったアバンタイトルが存在する。
1989年4月21日、日本コロムビアから本作を収録したVHSビデオソフトが発売された。2011年5月21日発売のDVDビデオソフト『赤塚不二夫アニメコレクション 映画・TVスペシャル・OVA 豪華13本立てなのだ！』にも、後述の劇場版やOVAと共に収録されている。

#### 放送局（第2作）
フジテレビの土曜夜6時30分枠は準ローカルセールス枠（ネットワークセールスの対象が一部地域のみ）のため、系列局でも未放送や遅れネットになっていたケースが多い。
| 放送地域       | 放送局         | 放送系列（当時）                             | ネット形態 | 備考                                  |
| -------------- | -------------- | -------------------------------------------- | ---------- | ------------------------------------- |
| 関東広域圏     | フジテレビ     | フジテレビ系列                               | 製作局     |                                       |
| 北海道         | 北海道文化放送 | フジテレビ系列                               | 同時ネット |                                       |
| 青森県         | 青森放送       | 日本テレビ系列 テレビ朝日系列                | 遅れネット | 木曜夕方(時間不明)に放送              |
| 岩手県         | 岩手放送       | TBS系列                                      | 遅れネット | 現・IBC岩手放送 火曜16:35-17:05に放送 |
| 宮城県         | 仙台放送       | フジテレビ系列                               | 同時ネット |                                       |
| 秋田県         | 秋田テレビ     | フジテレビ系列                               | 遅れネット |                                       |
| 山形県         | 山形テレビ     | フジテレビ系列                               | 遅れネット | 後にテレビ朝日系列へ移行              |
| 福島県         | 福島テレビ     | フジテレビ系列                               | 遅れネット |                                       |
| 山梨県         | 山梨放送       | 日本テレビ系列                               | 遅れネット |                                       |
| 新潟県         | 新潟総合テレビ | フジテレビ系列                               | 同時ネット |                                       |
| 長野県         | 長野放送       | フジテレビ系列                               | 同時ネット |                                       |
| 静岡県         | テレビ静岡     | フジテレビ系列                               | 同時ネット |                                       |
| 富山県         | 富山テレビ     | フジテレビ系列                               | 遅れネット | 土曜 17:30 - 18:00に放送              |
| 石川県         | 石川テレビ     | フジテレビ系列                               | 遅れネット | 土曜 17:00 - 17:30に放送              |
| 福井県         | 福井テレビ     | フジテレビ系列                               | 同時ネット | [ 134 ]                               |
| 中京広域圏     | 東海テレビ     | フジテレビ系列                               | 同時ネット |                                       |
| 近畿広域圏     | 関西テレビ     | フジテレビ系列                               | 同時ネット |                                       |
| 島根県・鳥取県 | 山陰中央テレビ | フジテレビ系列                               | 遅れネット | [ 注 33 ]                             |
| 岡山県・香川県 | 岡山放送       | フジテレビ系列                               | 同時ネット |                                       |
| 広島県         | テレビ新広島   | フジテレビ系列                               | 同時ネット |                                       |
| 山口県         | テレビ山口     | TBS系列                                      | 遅れネット | 火曜17:00-17:30に放送                 |
| 徳島県         | 四国放送       | 日本テレビ系列                               | 遅れネット |                                       |
| 愛媛県         | 愛媛放送       | フジテレビ系列                               | 遅れネット | 現・テレビ愛媛 火曜16:30-17:00に放送  |
| 高知県         | 高知放送       | 日本テレビ系列                               | 遅れネット | [ 注 34 ] [ 135 ]                     |
| 福岡県         | テレビ西日本   | フジテレビ系列                               | 同時ネット |                                       |
| 佐賀県         | サガテレビ     | フジテレビ系列                               | 遅れネット |                                       |
| 長崎県         | テレビ長崎     | 日本テレビ系列 フジテレビ系列                | 同時ネット |                                       |
| 熊本県         | テレビ熊本     | フジテレビ系列                               | 遅れネット | [ 注 35 ]                             |
| 大分県         | テレビ大分     | 日本テレビ系列 フジテレビ系列 テレビ朝日系列 | 遅れネット | 月曜夕方(時間不明)に放送              |
| 宮崎県         | テレビ宮崎     | 日本テレビ系列 フジテレビ系列 テレビ朝日系列 | 遅れネット | 火曜16:30-17:00に放送                 |
| 鹿児島県       | 鹿児島テレビ   | 日本テレビ系列 フジテレビ系列                | 遅れネット | 火曜夕方(時間不明)に放送              |
| 沖縄県         | 沖縄テレビ     | フジテレビ系列                               | 同時ネット |                                       |

#### 日本国外での放送
香港では、1990年に亜洲電視が広東語吹き替え版を『我係西瓜刨』のタイトルで放送した。「西瓜刨」は出っ歯のイヤミを指す。香港では第2作しか放映していないためにイヤミが主役で六つ子が脇役という解釈になっている。また2012年には韓国でも第2作が放送されている（画面の言語などは全てハングルに置き換えられていた）。台湾では、1996年にJET日本台が中国語吹き替え版を『小松君』のタイトルで放送した。「大板牙」は出っ歯のイヤミ、「矮子太」はチビ太を指す。

#### 映画 スイカの星からこんにちはザンス! (1989年)
『おそ松くん スイカの星からこんにちはザンス！』は、1989年3月18日に東映系の『東映まんがまつり』にて公開された25分の映画である。赤塚原作の少年向けアニメが「まんがまつり」で上映されたのは、1970年7月公開の『もーれつア太郎 ニャロメの子守唄』（第1作のブロウアップ版）以来19年振り（新作・カラーは唯一）、また「まんがまつり」でのぴえろ作品は本作が唯一となる。
原作は1966年夏に発刊した『週刊少年サンデー増刊 夏休みまんが大特集号』に掲載され、曙出版コミックス第17巻に収録された「テンノースイカばんざいよ」（竹書房版では第16巻に収録され、「スイカ星人あらわる」と改題）。しかし、冒頭のスイカ星のシーンやスイカ星人の口癖は原作に近いが、後は徹底的にアレンジされている。
劇中、トト子が『ひみつのアッコちゃん』のアッコのようにコンパクトで変身しようとしたり、チビ太が『聖闘士星矢』の星矢の格好をするなど、東映作品のパロディが行われている。
東映ビデオからビデオソフト化されており、2011年5月21日発売の「赤塚不二夫アニメコレクション 映画・TVスペシャル・OVA豪華13本立てなのだ！」において初DVD化となった。
キャスト
- おそ松 - 井上瑤
- イヤミ - 肝付兼太
- チビ太 - 田中真弓
- トト子 - 松井菜桜子
- ハタ坊 - 真柴摩利
- ニャロメ - 千葉繁
- デカパン - 大平透
- ダヨーン - 神山卓三
- とうさん - 水鳥鉄男
- かあさん - 横尾まり
- チョロ松 - 松本梨香
- トド松 - 林原めぐみ
- スイカ大王 - 上田敏也
- スイカ星人A - 峰恵研
- スイカ星人B - 緒方賢一
- トト子の母 - 滝沢久美子
- その他 - 広瀬正志、鈴木勝美

スタッフ
- 製作：布川ゆうじ
- 原作：赤塚不二夫
- 脚本：星山博之
- キャラクターデザイン：岸義之
- 美術監督：小林七郎
- 撮影監督：高橋宏固
- 音響監督：水本完
- 音楽：本間勇輔

同時上映
- 聖闘士星矢 最終聖戦の戦士たち
- ひみつのアッコちゃん
- 高速戦隊ターボレンジャー

#### OVA イヤミはひとり風の中 (1990年)
1990年8月25日に日本コロムビアから『おそ松くん イヤミはひとり風の中』という題名でOVAが発売された。レギュラー放送で欠番となったエピソードをソフト化している。
チャーリー・チャップリンの映画『街の灯』の翻案である本作は、盲目の娘・お菊（声 - 松井菜桜子）のために盗みを働く浪人・イヤミを描いた時代劇作品で、赤塚不二夫公式サイトにて作者のお気に入りエピソードとして紹介されている。
原作である『イヤミはひとり風の中』は曙出版の『おそ松くん全集』第21巻に表題作として収録されている。また、講談社版の24巻にも『イヤミ一人風の中』という題名で表題作として収録、さらに竹書房版の18巻にも収録、同本の表紙にはイヤミとお菊が描かれている。
アニメでは、原作に登場しなかった六つ子が登場したり、若殿がチビ太からハタ坊に変更（チビ太は浪人仲間として登場）、医者「黒ひげ先生」（映画『赤ひげ』のもじり）をダヨーン（原作では別キャラクター）に変更、ラストのオチが一部省略されるなどの改編が行われている。
1990年にビデオソフト（VHS）化されたが廃盤、2011年5月21日発売の「赤塚不二夫アニメコレクション 映画・TVスペシャル・OVA豪華13本立てなのだ！」において初めてDVD化された。

#### ネット配信
2022年6月3日にぴえろがYouTubeに開設した「Studioぴえろ公式チャンネル」から、全86話の中から選ばれた13本を無料配信した。配信開始は毎週金曜日の18:30。配信期間は第1話のみ同年9月9日まで、他は2週間の期間限定。「次回予告」と「ラストのミニコーナー」は配信せず。
| 配信期間   | 配信期間   | 配信話                           |
| ---------- | ---------- | -------------------------------- |
| 2022.06.03 | 2022.09.09 | 01「シェ〜ッ！六つ子ザンス！」   |
| 2022.06.10 | 2022.06.24 | 07「チビ太はママになりました」   |
| 2022.06.17 | 2022.07.01 | 14「エイリアンをやっつけろ！」   |
| 2022.06.25 | 2022.07.08 | 18「チビ太の金庫やぶり」         |
| 2022.07.01 | 2022.07.15 | 22「チビ太はさすらいのガンマン」 |
| 2022.07.08 | 2022.07.22 | 32「トト子はアイドルNo.1ザンス」 |
| 2022.07.15 | 2022.07.29 | 37「チビ太の宝島」               |
| 2022.07.22 | 2022.08.05 | 41「摩天楼のホワイトクリスマス」 |
| 2022.07.29 | 2022.08.12 | 59「ハタ坊は正義の味方だジョー」 |
| 2022.08.05 | 2022.08.19 | 63「ゾロゾロ六つ子が一ダース！」 |
| 2022.08.12 | 2022.08.26 | 67「チビ太の王子様はつらいよ」   |
| 2022.08.19 | 2022.09.02 | 75「四十年後のイヤミザンス！」   |
| 2022.08.26 | 2022.09.09 | 86「イヤミの選挙必勝法ザンス」   |

### おそ松さん
2015年10月から2016年3月まで放送されたテレビアニメ第3作。大人になった6つ子を描き、タイトルも『おそ松さん』に変更されている。2017年10月から2018年3月まで第2期、2020年10月から2021年3月まで第3期が放送された。2019年、2022年は劇場版、2023年にはOVAも制作されている。

## ドラマ イヤミ・チビ太の板前一本勝負 (1985年)
1985年12月16日に『月曜ドラマランド』枠で、『おそ松くん イヤミ・チビ太の板前一本勝負』と題して放送された。
松野家をはじめとする登場人物が飲食店経営に携わるなど、原作とは異なる世界観で物語が進む。

### ストーリー（ドラマ）
おそ松たち六つ子の料亭・松野屋とイヤミがコックをするレストラン松野亭は仲が悪い。松野亭ではチビ太が板前の修業をしていた。そこへ日本一の料理評論家・海原がやってきてチビ太とイヤミに料理対決をさせる。

### キャスト（ドラマ）
- イヤミ - 所ジョージ
- チビ太 - 渡辺千秋（後の渡辺ちあき）
- おそ松 - 中島陽典
- カラ松 - 中山秀征
- トド松 - 松野大介
- チョロ松 - 磯野洋
- 一松 - 渡辺健夫
- 十四松 - 山口雅巳
- 松野松太郎 - 荒井注
- 松野里子 - 角替和枝
- チカ子 - 高見恭子
- ダヨーン - 竹中直人
- デカパン - 稲川淳二
- 本官さん - 田代まさし
- トト子 - 遠藤由美子
- 料理評論家・海原 - 中村ゆうじ
- グルメのヤス - 川地民夫
  - 上記の他、原作者の赤塚不二夫や本作の脚本を手掛ける土屋斗紀雄もゲスト出演していた。

### スタッフ（ドラマ）
- 原作 - 赤塚不二夫
- 脚本 - 土屋斗紀雄
- 演出 - 奥村隆市
- プロデューサー - 金田武信
- 企画 - 岡正、清水賢治
- 主題歌 - 山下達郎
- 挿入歌 - 「レスラー」竹中直人
- 技術協力 - 東通、東洋現像所ビデオセンター
- 制作 - フジテレビ、ザ・ワークス

## イメージソング
第1作アニメが放送される前後に、朝日ソノラマからイメージソングを収録したソノシートが発売された。
第1集（商品ナンバーM13→B76、1965年3月発売）
「おそ松くん」（朝日ソノラマ「おそ松くん(1)」収録）
作詞 - 赤塚不二夫 / 作曲 - 渡辺浦人 / 歌 - ボーカル・ショップ
「おそ松くん音頭」（朝日ソノラマ「おそ松くん(1)」収録）
作詞 - 赤塚不二夫 / 作曲 - 宇野誠一郎 / 歌 - 松島みのり、山本圭子、黒柳徹子、佐山智子、三多村智野
前者は、作詞・作曲がアニメ版と同じだが別の曲。後者は、第2作エンディングとタイトルが同じだが別曲。
ソノシートには「チビ太大きくなる薬」（竹書房版では「巨大チビ太出現!?」と改題）を元にしたドラマ「チビ太のクスリ作戦」（脚本：井上ひさし、山元護久）を収録。内容は原作で「小さくなる薬」を作った科学者を、チビ太のおじからデカパンに変更した。イヤミ役は既にここから小林恭治だが、六つ子役は松島みのりほか、デカパン役は熊倉一雄、チビ太役は黒柳徹子が担当した。
第2集（商品ナンバーM21、1965年7月発売）
「おそ松くんのうた」（朝日ソノラマ「おそ松くん(2)」収録）
作詞 - 井上ひさし、山元護久 / 作曲 - 宇野誠一郎 / 歌 - 松島みのり、山本圭子、黒柳徹子、佐山智子、三多村智野
「おそ松くん ボクサー・マーチ」（朝日ソノラマ「おそ松くん(2)」収録）
作詞 - 井上ひさし、山元護久 / 作曲 - 宇野誠一郎 / 歌 - 歌手名不詳
「おそ松くんかぞえ歌」（朝日ソノラマ「おそ松くん(2)」収録）
作詞 - 井上ひさし、山元護久 / 作曲 - 宇野誠一郎 / 歌 - 歌手名不詳
チビ太の声は藤田淑子に変更。収録ドラマは「なんでもやるよ6回戦」（脚本は前回と同じ） だが、イヤミが実況アナウンサー、チビ太がゴング、デカパンがレフェリー役で出演しており、また対戦相手のボクサーは「ノックアウト強井」から「キングパンチ」に変更した。なお同作を原作としたアニメ第1作第52話も設定は同じ（脚本家は変更）だが、対戦ボクサーは「ストロングキングパンチ」に変更された。
第3集（商品ナンバーM37 1966年3月発売）
「シェーの歌」（朝日ソノラマ「おそ松くん(3)」収録）
作詞・作曲 - 中村五郎 / 歌 - ダーク・ダックス
アニメ開始と共に発売。他にTV版前期主題歌「おそ松くんのうた」を収録。
収録ドラマは「チビ太の逆襲」（脚本は前2作と同じ）で、「おそ松ウエスタン おでんの決闘」が原作 だが、原作には登場していないイヤミとデカパンが出演、またラストのオチは六つ子シェリフがチビータ（チビ太）にひどい目に遭わされるのは同じものの、原作の六つ子は逃亡してしまうのに対し、本作ではおでんなどの代金を払わされるべく、イヤミの牧場で働かされるのに変更された。なお声優はアニメと同じになる。
この後1966年8月に第4集 を発売したが、これにはTV版後期主題歌「おそ松くんのうた2」だけを収録、イメージソングは製作されなかった。収録ドラマは「いざゆかん 恐竜時代へ」で、これは「おそ松くん 石器時代へ行く」が原作だが、オチが原作およびアニメ（「タイムマシンで石器時代へ」）と異なり、石器時代へのタイムトラベルは六つ子の見た夢に改編された。

## ゲーム
おそ松くんはちゃめちゃ劇場
1988年12月24日、セガ・エンタープライゼスより発売。メガドライブ用ソフトで、ジャンルはアクションゲーム。1つの面ごとに所定のルートをたどらないと同じ面をループする仕様となっている。グラフィックや世界観は原作に忠実であったが、メガドライブ本体の初期に製造されたロットでは必ず同じ場所でフリーズし、クリア不可能になる致命的なバグが存在する（中期以降に製造された本体では発生しない）。当時、プレイした原作者の赤塚不二夫が怒って灰皿を投げ付けたという噂が流れたが、赤塚は仕事仲間との麻雀やトランプ遊びを好み、インベーダーゲームのような一人遊びには見向きもしなかったという。
当初は全8ステージになる予定であったが、開発途中で製作スタッフが失踪したため、急遽全3ステージに削減せざるを得なくなったという話がある。
おそ松くん バック・トゥ・ザ・ミーの出っ歯の巻
1989年12月8日、開発元：シンセイ、販売元：バンダイより発売。ファミリーコンピュータ用ソフトで、ジャンルはアドベンチャーゲーム。イヤミの出っ歯の謎を追って、おそ松がタイムマシンで3つの時代を冒険するストーリー。アニメ第2期を基にしており、ニャロメや八頭勝三（ゲーム内では「かおる」名義）が登場している他、時間大王などのゲームオリジナルキャラクターも登場する。
必殺パチンコステーションV9 おそ松くん
2005年2月24日、サン電子より発売。PlayStation 2用ソフト。パチンコソフト。
下記のパチンコ台の移植。
おそ松くんパズル
コビトより発売。スライドパズル。

## パチンコ・パチスロ

### パチンコ
2004年10月、大一商会から『CRおそ松くん』として登場した。これは、同年7月に行われた、風営法改正に伴った新規則第1弾マシンでもある。ラウンド消化中は、確変大当りでは「正調 おそ松節」が、通常大当りでは「おそ松くん音頭」が流れる。ただし、いずれも細川たかしの歌入りではなくカラオケだった。アニメ第2期の声優陣が起用されているものの、諸事情により参加したのは肝付兼太、田中真弓、大平透、真柴摩利、神山卓三の5名のみで、この時点で故人だったおそ松役の井上瑤や六つ子役の声優陣は参加せず代役が6人全てを担当している）。2005年にPlayStation 2用ソフトして発売。
2005年、同じく大一商会から羽根モノ『CRイヤミのここで一発』が登場。これも、上記同様、羽根モノの新規則（3号機）第1弾マシンである（ラウンド中のVゾーンへの最低1個以上の保留がなくなり、決められたラウンドまで必ず進むようになった）。
2012年、メーカーを代えsan threeより『CRおそ松くん』が登場。原作の版権を使っているため、キャラクターデザインなどは原作をベースにしたものだが、声優はアニメ第2期を中心にしている。なお、父さん役の水鳥鉄夫が2010年に死去したため、ダヨーン役の茶風林が兼任で声をあてている。おそ松および兄弟たちの声は庄子裕衣が担当。

### パチスロ
2005年にパチンコと同じ大一商会から発売。A-400タイプのストック機である。詳細はおそ松くん (パチスロ)を参照。2017年に新しく大一商会から発売。ベースはアニメ第2作と『おそ松さん』がコラボしたもの。
キャスト（2005年版）
- おそ松 - 日下ちひろ
- カラ松、ハタ坊 - 真柴摩利
- イヤミ - 肝付兼太
- チビ太 - 田中真弓

キャスト（2017年版）
- おそ松 - 不明
- イヤミ - 肝付兼太
- チビ太 - 田中真弓
- ハタ坊 - 真柴摩利
- デカパン - 長嶝高士（死去した大平透の代役）
- ダヨーン - 高塚正也（死去した神山卓三の代役）

## 広告・CMへの起用
- 関西電力「やめよう！電線のそばのたこあげ」（1989年）
- 日本みかん農協（1989年）
- 学生援護会「デイリーan」
それまではバカボンのパパとバカボン・本官さんが担当、それもキャラの一部（パパ：鼻と髭、バカボン：頬の渦巻、本官さん：つながり目）だけだったが、新たにイヤミに変更、それも着ぐるみキャラとなった。
- サークルKサンクス「チビ太のおでん」
- 日産自動車「キューブ」（3代目）
- 明治[注 38]「チップチョップ」（2009年・2011年）
2009年版は六つ子、2010年版はバカボンのそれぞれアニメCMだったが、2011年版はEXILEのMATSUが1人7役（六つ子、イヤミ）を演じた実写CMが放映された。
- NTTドコモ「カケ・ホーダイ&パケあえる」（2014年）
- Y!mobile「イヤミ登場」篇（2021年）
片岡愛之助がイヤミ役として出演[142]。

## 評価
赤塚不二夫が中学生の頃に一家は新潟県の法讃寺の納屋を借りて過ごしていたが、そこの住職の雲郷仁は「不二夫さんが未だ子供の頃ですね、男6人とも全部、その名前に松が付いてるお宅が、実際在ったと。漫画を見た時にですね、多分それがヒントになったのではないかなぁと」と語っている。

### 『おそ松さん』放映による再注目・再評価
2015年に放送が開始された『おそ松さん』の人気に伴い、原作である『おそ松くん』にも関心が集まり、赤塚ゆかりの地・新潟市の新潟市マンガの家にある常設コーナーには若い世代の来館が増えた。また、新潟市のジュンク堂では「アニメの影響で『おそ松くん』の原作が入荷してもすぐに売り切れ、コミックスの担当者への問い合わせが増える」という事態も発生しており、eBookJapanでの電子書籍版『おそ松くん』の売上は前年（2014年1月 - 12月）対比で80倍にものぼった。これを受け、「eBookJapan」の運営元であるイーブックイニシアティブジャパンは、『おそ松くん』全34巻セット半額かつ1巻無料キャンペーンを2016年1月14日まで延長した。さらに、チバテレは『おそ松さん』の大ヒットにあやかり、第2作の再放送を2015年11月17日から開始した。

## キャラクターの由来と特徴

### チビ太
- 同じ赤塚不二夫のギャグデビュー作とも言える『ナマちゃん』の脇役にチビ太とうり二つの乾物屋の息子・カン太郎が登場する。このカン太郎とチビ太は同一視されていて、『チビ太くん』『チビ太』の題で刊行された単行本にはカン太郎の名が登場する話があり、また『ナマちゃん』のスピオンオフ作品『カン太郎』から原作を使ってアニメ第1作で9本アニメ化、その後曙版『おそ松』単行本第3巻に『カン太郎』から5本掲載された。この他『キツツキ貫太』もチビ太に似ており、チビ太キャラの原型とされる。
- ゴジラの息子として知られるミニラはチビ太がモデルという説がある。

### イヤミ
- 火の鳥（手塚治虫）黎明編に「まるで犬の子産むみたいざんす」と言って登場し、グズリに殴られるシーンがある。
- 『平成天才バカボン』(第42回<84話>)でも彼に似た十一月が登場したことが同じあり、彼本人も登場した。

### ハタ坊
- ハタ坊は、日本共産党の機関紙「赤旗」日曜版に連載していた漫画『ハタ坊』（曙版『おそ松』別巻『ハタ坊とワンペイ』）の主人公になっていた。その作品では、頭の旗は日の丸ではなく赤旗（モノクロ印刷のため灰色）だった。

### 六つ子の母親
- 『おそ松くん』に先立って週刊少年マガジンに1961年に連載された『キツツキ貫太』の母親、また1963年から月刊「少年」に連載された『まかせて長太』の母親に酷似している。また赤塚が自身の少年時代を回顧する作品での実母がこの顔で描かれる。

### 六つ子
- 赤塚は六つ子の作画を省力化するためコピー機を購入。顔の輪郭だけをコピーして切り抜き、原稿に貼って表情だけペンで書くという方法を考案した[147]。ただし、この作業自体が困難を極め、短期間で中止となった[148]。

## 他作品での言及・引用
- 映画『喜劇 駅前弁天』では、ラスト男性陣が「シェー」をしている。また、続篇にあたる『喜劇 駅前漫画』には、主人公の描く漫画におそ松くんのキャラクターが使われているほか、六つ子のような服装をしている子役（蔵忠芳）が出てくる。『オバケのQ太郎』もアニメと着ぐるみでゲスト出演した。
- 秋本治の漫画『こちら葛飾区亀有公園前派出所』の主人公である両津勘吉は、『おそ松くん』のファンであり、赤塚マンガのキャラクターを描くのが上手で、六つ子の顔をそれぞれ認識し描き分けられるという設定となっている。また、「おそ松くんカー!?の巻」では、主人公の両津勘吉が3333のおそ松を描いた黄金のロールス・ロイスが登場する。
- フジテレビ系バラエティ番組『オレたちひょうきん族』でパロディードラマ「ぴよ松くん」が制作・放映された。この時、イヤミ役を明石家さんまが、ハタ坊役をジミー大西が務めた。
- テレビアニメ『銀魂』106話「恋愛ってたいていサドンデス方式」（2008年5月15日放送回）において、サッカーの試合の相手チーム選手11人が"十一つ子の松野兄弟"（顔は本作の松野兄弟に似ている）という設定となっている。

### 赤塚作品内でのゲスト出演・クロスオーバー
『おそ松くん』のキャラクターは、『ひみつのアッコちゃん』をはじめとする赤塚作品に端役で登場しており、他の赤塚作品のキャラクター同様スター・システムに則っている。
- 漫画 『もーれつア太郎』では、第3話「勉強だめのソロバンじょうず」でア太郎のクラスメイトにハタ坊とチビ太が登場、続く第6話「アホな強盗の会計係」では六つ子とハタ坊が夜回り、イヤミが小説家で登場し、ギャングに捕まったア太郎・×五郎親子を救出した。この後「わるい警官と人はいうけど」の冒頭にイヤミが登場し、ニャロメが当てた10万円の宝くじをネコババしようとする[149]など、様々な話に『おそ松』キャラクターが登場している。
  - また、1969年に放送されたアニメ『もーれつア太郎』1作目は中期からイヤミを始めとしたおそ松くんのキャラクターが時々登場するようになる。イヤミは店潰しなどを企む悪党として度々ゲスト出演した。また、トト子も大抵はニャロメに一目惚れされる役で登場した。六つ子は第48話「男でござる東海道」冒頭の江戸時代のシーンの町民役で登場したほか、「ヒコーキ泥棒ニャロメ」では両親とともにの飛行機の乗客役として登場した。
- 六つ子たちは原作版『ひみつのアッコちゃん』の「カン吉とおばけやしき」で、海水浴場の客役でゲスト出演し、浴場近くのお化け屋敷でカン吉を脅かそうとして逆にアッコの変身した貴婦人に脅かされてしまうという役回りを演じた（他の赤塚作品に出演したのはこれが初）。この後「セールスマンの女神さま」では、「ハート化粧品」のセールスマンが訪れた一家族として、松代と六つ子が登場した。
- 『天才バカボン』の「篠山紀信の社会派なのだ」にイヤミが登場しており、おまわりさんの弁当にえげつないいたずらをしたため罰としてさらにえげつない目に遭わされるという役回りを演じている[150]。また、イヤミはテレビアニメ『レレレの天才バカボン』にもタクシードライバーやレストランの従業員など、脇役として何度か出演した。
- 2013年よりウェブ連載された漫画『赤塚不二夫劇場 ドリームタイムズ』（漫画：いずみはらきみ、原作：赤塚不二夫、協力：フジオ・プロ、単行本はホーム社、2015年2月25日発売、ISBN 978-4-8342-3224-0）にも他の赤塚キャラクターたちとともにイヤミ、チビ太、六つ子、トト子、ファイティング弱井、などの『おそ松くん』のキャラクターが複数登場している。

### 他作者とのクロスオーバー
1966年の週刊少年サンデー10号に掲載された『オハゲのKK（ケケ）太郎』は藤子不二雄（藤子・F・不二雄）との合作で、チビ太とオバケのQ太郎が共演した。この作品は 竹書房版22巻の巻末に収録されている。オバケのQ太郎#本作のキャラクターが登場する他の作品も参照。また、同年の週刊少年サンデー新年増刊号に特別読切作品として藤子不二雄、つのだじろうとの合作である『ギャハハ三銃士』が掲載された。こちらは西遊記のストーリーをベースに、『おそ松くん』『オバケのQ太郎』『ブラック団』のキャラクターが一堂に会して繰り広げるドタバタギャグ漫画だった。